# Lionel Messi
Lionel Andrés Messi Cuccittini (Rosario (Argentinië), 24 juni 1987), kortweg Lionel Messi, is een Argentijns voetballer die doorgaans als aanvaller speelt. Hij wordt beschouwd als een van de beste spelers aller tijden. Messi stroomde in 2004 door vanuit de jeugdopleiding van FC Barcelona, waar hij al zijn successen behaalde totdat hij in augustus 2021 gedwongen de club verliet en een tweejarig contract tekende bij Paris Saint-Germain, die hij medio 2023 verliet voor Inter Miami. Vanwege zijn lengte en snelheid draagt hij de bijnaam La Pulga (De Vlo). In 2009, 2010, 2011, 2012, 2015, 2019, 2021 en 2023 werd hij uitgeroepen tot beste voetballer ter wereld, een record. Ook won Messi zesmaal de Europese Gouden Schoen, tevens een record. Met 46 officiële voetbalprijzen is Messi de meest gedecoreerde voetballer aller tijden.
In 2005 debuteerde Messi in het Argentijns voetbalelftal, waarmee hij in 2021 en 2024 de Copa América won en in 2022 wereldkampioen werd. Hij is sinds 2011 aanvoerder van La Albiceleste, kroonde zich in 2016 tot topscorer aller tijden en werd in 2021 recordinternational.

## Afkomst
Lionel Messi is het derde kind uit een gezin met vier kinderen. Zijn vader Jorge Messi werkte als manager in een staalfabriek en zijn moeder Celia Cuccittini in een werkplaats waar magneten gemaakt werden. Via zijn vader is hij van Italiaanse en Catalaanse afkomst. Via zijn moeder is hij vooral van Italiaanse afkomst. Een van de grootvaders van Messi stamt uit de Catalaanse plaats Bellcaire d'Urgell. Kort voor zijn elfde verjaardag overleed Messi's grootmoeder, die altijd met hem meeging naar zijn trainingen en wedstrijden. Hij was bijzonder aangedaan door haar dood en is sindsdien toegewijd katholiek. Daarom viert hij zijn doelpunten door een kruisteken te maken en naar de lucht te kijken en te wijzen, als eerbetoon aan haar.
Messi is verre familie van zijn voormalig teamgenoot Bojan Krkić. Hun wortels liggen in de provincie Lleida. In 1846 trouwde Mariano Pérez Miralles met Teresa Llobera Minguet, waarna de broers Ramón en Gonçal in El Poal werden geboren. Ramón Pérez vertrok naar Bellcaire d'Urgell, waar zijn zoon Josep werd geboren. Josep Pérez emigreerde in 1928 naar Argentinië, waar zijn dochter Rosa Maria Pérez trouwde met de Argentijn Eusebio Messi. Hun zoon Jorge Horacio Messi werd in 1987 de vader van Lionel Messi. Ook Gonçal Pérez vertrok uit El Poal en ging in het nabijgelegen Linyola wonen. Daar werden Maria Lluïsa Pérez en in 1990 haar zoon Bojan geboren.

## Clubvoetbal

### Jeugd
Messi begon op vierjarige leeftijd met voetballen bij de buurtclub Grandoli FC, die door zijn vader werd geleid. Toen hij zeven jaar werd, mocht hij zich inschrijven bij Newell's Old Boys en daarna bij de cantera (jeugdopleiding) van FC Barcelona. In het seizoen 2002/03 vormde hij samen met onder meer Cesc Fàbregas, Gerard Piqué, Marc Valiente en Víctor Vázquez in de Cadete A het Baby Dream Team. Via Barça C en Barça B werkte Messi zich op naar de hoofdselectie.

### Debuut bij FC Barcelona
Op 16 november 2003 debuteerde Messi in het eerste elftal van FC Barcelona in een oefenwedstrijd tegen Porto ter inwijding van het Estádio do Dragão. In de 74e minuut kwam hij als vervanger van Fernando Navarro in het veld. Met een leeftijd van 16 jaar, 4 maanden en 23 dagen was Messi na Paulino Alcántara en Haruna Babangida de jongste debutant in de geschiedenis van de Catalaanse club. Op 16 oktober 2004 speelde Messi onder trainer Frank Rijkaard zijn eerste officiële wedstrijd voor Barça in het uitduel met stadgenoot Espanyol. Hij was toen de op twee na jongste debutant voor Barcelona en de jongste speler van Barcelona die in de Primera División speelde. Tegen Sjachtar Donetsk speelde hij zijn eerste duel in de Champions League. Zijn eerste doelpunt volgde op 1 mei 2005 in het competitieduel tegen Albacete. Op aangeven van Ronaldinho scoorde Messi als invaller de 2-0. Zijn doelpunt betekende een clubrecord: de Argentijn was met zijn leeftijd van 17 jaar, 10 maanden en 7 dagen de jongste Barça-speler die een doelpunt maakte in de Primera División. Hij verbeterde het oude record van Jofre Mateu, die in mei 1998 als achttienjarige scoorde tegen Salamanca.
Messi zei over zijn voormalige trainer Rijkaard: "Ik zal nooit vergeten dat hij mijn carrière gestart heeft, dat hij mij het vertrouwen gegeven heeft, terwijl ik slechts zestien of zeventien jaar oud was."

### Seizoen 2005/06

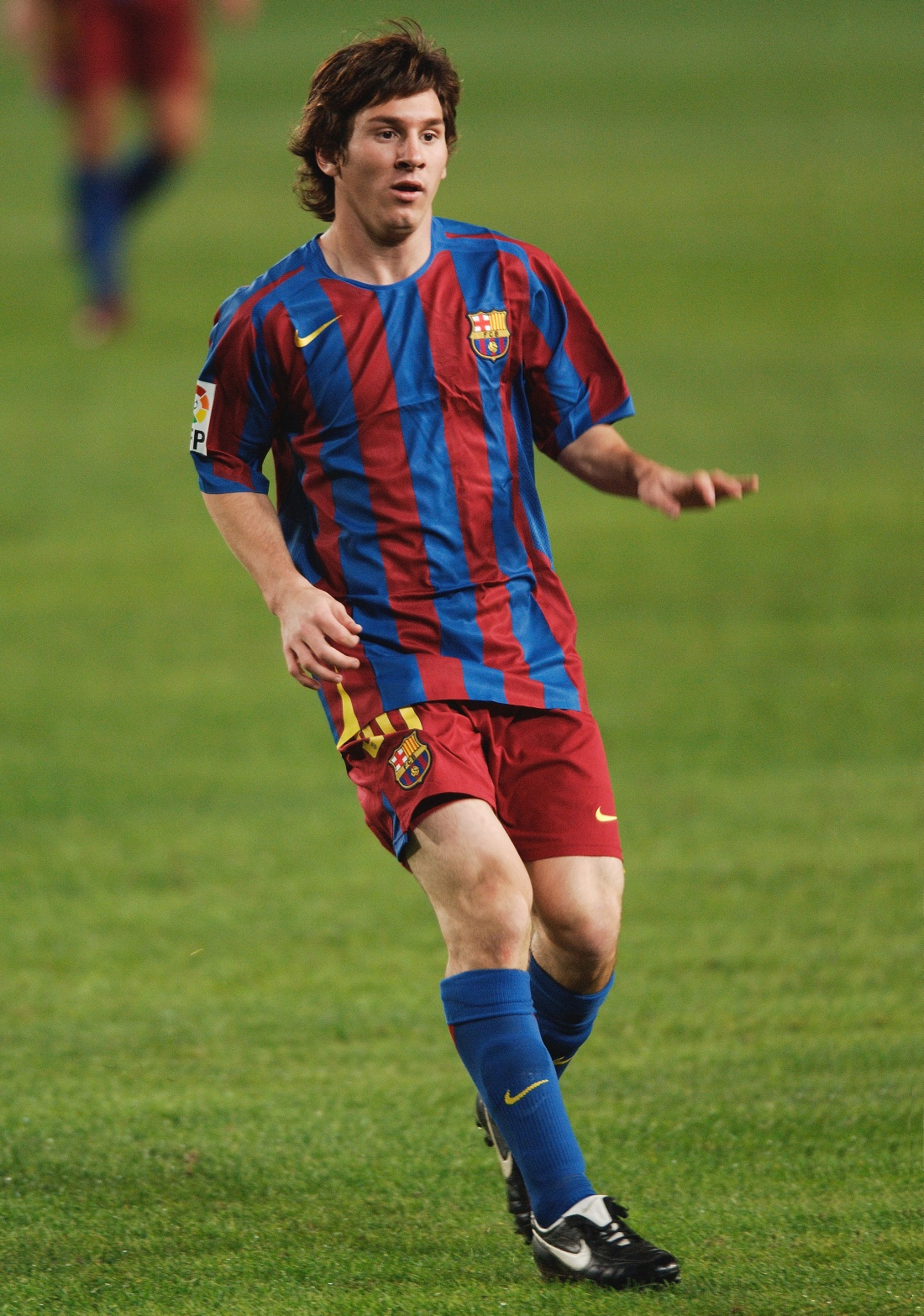
Messi in 2005

Op 16 september, voor de tweede keer in drie maanden, maakte Barcelona bekend dat het contract van Messi werd opengebroken. Het raakte bekend dat hij betaald werd als een eerste-elftalspeler en men verlengde het contract tot juni 2014. Op 26 september 2005 verkreeg Messi de Spaanse nationaliteit, waardoor hij eindelijk de mogelijkheid kreeg om te debuteren in de competitie van dat seizoen. Zijn eerste thuiswedstrijd in de Champions League was dat seizoen op 27 september tegen de Italiaanse club Udinese. De fans van Barcelona gaven Messi in Camp Nou een staande ovatie bij zijn wissel, nadat zijn balbehandeling en zijn passes naar Ronaldinho goed hadden uitgepakt voor Barcelona.
Messi maakte 6 doelpunten in 17 wedstrijden in de competitie en scoorde tevens eenmaal in de Champions League (in 6 wedstrijden). Zijn seizoen eindigde vroegtijdig op 7 maart, doordat hij last kreeg van een spierscheuring in zijn rechterdij tijdens de tweede helft van de tweede ronde van het gelijkspel tegen Chelsea. Het Barcelona van Rijkaard werd dat seizoen zowel kampioen van Spanje als van Europa.

### Seizoen 2006/07
In het seizoen 2006/07 speelde Messi zichzelf in de basis van Barcelona en maakte hij 14 doelpunten in 26 wedstrijden. Op 12 november, in de wedstrijd tegen Real Zaragoza, had Messi last van een gebroken middenvoetsbeentje, wat hem drie maanden aan de kant hield. Messi herstelde in Argentinië en zijn eerste wedstrijd na deze blessure was tegen Racing Santander op 11 februari, waar hij in de tweede helft in het veld kwam als wissel. Op 11 maart zag men Messi in El Clásico in topvorm, toen hij een hattrick scoorde, waarmee hij Barcelona (dat nog met slechts tien spelers op het veld stond) een 3-3-gelijkspel bezorgde. Hiermee werd hij de eerste speler sinds Iván Zamorano (hij speelde voor Real Madrid in het seizoen 1994/95) die een hattrick scoorde in El Clásico. Messi is ook de jongste speler die in een ontmoeting tussen de beide teams het doel wist te vinden. Tegen het einde van het seizoen lukte hem dat steeds beter: 11 van zijn 14 competitietreffers maakte hij in de laatste 13 wedstrijden.
Messi bewees dat seizoen ook dat de term "de nieuwe Maradona" niet geheel uit de lucht gegrepen was, doordat hij erin slaagde enkele van de bekendste doelpunten van Maradona vrijwel exact te imiteren. Op 18 april 2007 maakte Messi 2 doelpunten tijdens de halve finale van de Copa del Rey tegen Getafe, waarvan één erg veel deed denken aan de bekende treffer van Maradona tegen Engeland op het WK van 1986 in Mexico, die later werd verkozen tot doelpunt van de eeuw. De pers trok de vergelijking van Messi met Maradona en noemde hem Messidona. Hij rende vrijwel dezelfde afstand (62 meter), passeerde hetzelfde aantal tegenspelers (zes, inclusief de keeper), scoorde van vrijwel dezelfde positie en rende naar de cornervlag net als Maradona 21 jaar voordien had gedaan. In een persconferentie na de wedstrijd vertelde zijn teamgenoot Deco dat dit het mooiste doelpunt was dat hij in zijn gehele leven had gezien. Tegen Espanyol maakte Messi dan weer een doelpunt dat verdacht veel leek op Maradona's doelpunt met de "hand van God", in diezelfde wedstrijd tegen Engeland. Messi sprong naar de bal en maakte met zijn hand contact met de bal waardoor hij de keeper (Carlos Kameni) kon passeren. Hoewel uit herhalingen duidelijk bleek dat het hands was, bleef het doelpunt staan.

### Seizoen 2007/08
Tijdens het seizoen 2007/08 maakte Messi 5 doelpunten in één week en zorgde daarmee dat Barcelona in de top vier van de competitie kwam te staan. Op 19 september maakte Messi een doelpunt in de met 3-0 gewonnen thuiswedstrijd tegen Lyon in de Champions League. Hij maakte 2 doelpunten tegen Sevilla op 22 september en scoorde op 26 september nog tweemaal in een 4-1-overwinning tegen Real Zaragoza. Het volgende doelpunt van Messi kwam in de 4-1-uitoverwinning tegen Levante op 29 september. Zijn tweede doelpunt in de Champions League van dat seizoen kwam er tegen Stuttgart. Op 27 februari speelde Messi zijn honderdste officiële wedstrijd voor Barcelona tegen Valencia.
Messi was genomineerd voor de FIFPro World XI Player Award in de categorie "aanvaller". Uit een peiling in de interneteditie van de Spaanse krant Marca bleek dat 77% hem zag als de beste speler van de wereld. Columnisten van kranten die op Barcelona gericht zijn, zoals El Mundo Deportivo en Sport stelden dat de Ballon d'Or aan Messi zou moeten worden gegeven, een mening die werd gedeeld door Franz Beckenbauer. Bekende personen uit het voetbal, zoals Francesco Totti, verklaarden dat zij Messi als een van de beste voetballers in de wereld zien.
Messi stond zes weken aan de kant als gevolg van een blessure (spierscheuring in de linkerdij) die hij had opgelopen tijdens de Champions League-wedstrijd tegen Celtic. Het was de vierde keer in drie seizoenen dat Messi zo'n soort blessure opliep. Nadat Messi terugkwam van de blessure maakte hij op 4 mei zijn laatste doelpunt van het seizoen tegen Valencia in een 6-0-overwinning. In totaal had Messi tijdens het seizoen 16 doelpunten gemaakt en 13 keer een assist geleverd.

### Seizoen 2008/09
Na het vertrek van Ronaldinho bij de club kreeg Messi in zijn plaats het rugnummer 10. Op 1 oktober 2008, tijdens een wedstrijd in de Champions League tegen Sjachtar Donetsk, scoorde Messi tweemaal in de laatste zeven minuten, nadat hij in het veld was gekomen als wissel voor Thierry Henry. Hij wist daarmee een 1-0-achterstand om te buigen in een 2-1-overwinning voor Barcelona. De volgende competitiewedstrijd was tegen Atlético Madrid, een wedstrijd die vooraf bekendstond om de vriendschappelijke strijd tussen Messi en zijn goede vriend Sergio Agüero. Messi maakte een doelpunt uit een vrije trap en bereidde tevens een doelpunt voor in de wedstrijd die Barcelona met 6-1 won. Messi maakte nog een tweetal doelpunten tegen Sevilla, namelijk een volley van 23 meter en een doelpunt waarbij hij de keeper omspeelde en uit een lastige hoek raak wist te schieten. Op 13 december, tijdens de eerste El Clásico van het seizoen, maakte Messi het tweede doelpunt in de 2-0-overwinning van Barcelona tegen Real Madrid. Hij werd ook tweede in de verkiezing van de Wereldvoetballer van het jaar 2008 met 678 punten.
Messi scoorde zijn eerste hattrick van 2009 in een wedstrijd in de Copa del Rey tegen Atlético Madrid die Barcelona met 3-1 wist te winnen. Messi maakte een tweetal andere belangrijke doelpunten op 1 februari, toen hij in het veld kwam als wissel in de tweede helft, waarmee hij ervoor zorgde dat Barcelona Racing Santander met 1-2 versloeg, nadat het met 1-0 had achtergestaan. Het tweede doelpunt was Barcelona's 5000e competitietreffer ooit. Op de 28e speeldag van de competitie maakte Messi zijn 30e treffer van het seizoen in alle competities, terwijl hij meehielp aan de 6-0-overwinning van Barcelona tegen Málaga. Op 8 april scoorde hij tweemaal tegen Bayern München in de Champions League, waarmee hij een persoonlijk record van 8 doelpunten neerzette in die competitie. Op 18 april scoorde Messi zijn 20e competitietreffer in een 1-0-overwinning tegen Getafe, waarmee hij ervoor zorgde dat Barcelona zijn voorsprong van zes punten op Real Madrid behield.
Terwijl het seizoen voor Barcelona zijn einde naderde, scoorde Messi tweemaal (zijn 35e en 36e treffer in alle competities) tijdens een 6-2-overwinning op Real Madrid in het Estadio Santiago Bernabéu, in wat de grootste nederlaag van Real was sinds 1930. Na het scoren van ieder doelpunt rende hij naar de fans en camera's, terwijl hij zijn shirt optilde waaronder hij een ander T-shirt droeg met het opschrift Síndrome X Fràgil, Catalaans voor het Fragiele-X-syndroom. Dit deed hij om zijn steun te betuigen aan kinderen die aan deze aandoening lijden. Messi was betrokken bij het opzetten van het doelpunt van Andrés Iniesta in blessuretijd tegen Chelsea in de halve finale van de Champions League, waardoor Barcelona in de finale van de Champions League stond tegen Manchester United. Messi won zijn eerste Copa del Rey op 13 mei, toen hij eenmaal scoorde en tweemaal een doelpunt voorbereidde in een 4-1-overwinning tegen Athletic Bilbao. Hij hielp zijn team de dubbel te pakken door het winnen van de competitie en zorgde er op 27 mei ook voor dat Barcelona de Champions League kon winnen door een tweede doelpunt te scoren in de 70e minuut, waardoor Barça met twee doelpunten verschil voor kwam te staan. Hij werd ook de topscorer in de Champions League, de jongste in de geschiedenis van het toernooi, met 9 doelpunten. Messi won de prijs voor beste aanvaller én die voor beste speler in de Champions League, het resultaat van een spectaculair seizoen in de Champions League. De overwinning betekende dat Barcelona zowel de Copa del Rey, La Liga als de Champions League gewonnen had in een seizoen; het was de eerste Spaans club ooit die daarin slaagde.

### Seizoen 2009/10
Na het winnen van de UEFA Super Cup stelde de trainer van Barcelona, Josep Guardiola, dat Messi waarschijnlijk de beste speler was die hij ooit had gezien.
Op 18 september tekende Messi een nieuw contract bij Barcelona, dat doorliep tot 2016. In het contract was een koopsom van €250 miljoen opgenomen en tevens werd Messi, samen met Zlatan Ibrahimović, de best betaalde speler uit de Spaanse competitie, met een jaarinkomen van ongeveer €9,5 miljoen. Vier dagen later, op 22 september, maakte Messi 2 doelpunten en zette ook 2 doelpunten op in de 4-1-overwinning van Barcelona tegen Racing Santander in de competitie. Hij maakte zijn eerste Europese doelpunt van het seizoen op 29 september in een 2-0-overwinning tegen Dynamo Kiev en trok daarna zijn doelpuntensaldo op naar 6 stuks in 7 wedstrijden in de competitie met een doelpunt in een 6-1-overwinning tegen Real Zaragoza.
Messi werd op 1 december 2009 uitgeroepen tot winnaar van de Ballon d'Or, voor Cristiano Ronaldo, met het grootste verschil ooit: 473 tegen 233. Na de uitreiking vertelde Messi dat hij de prijs opdroeg aan zijn familie: "Ze waren er altijd voor mij en voelden vaak de emoties sterker dan ikzelf."
Op 19 december maakte Messi het winnende doelpunt in de finale van de Wereldbeker voor clubs tegen Estudiantes in Abu Dhabi, wat ervoor zorgde dat zijn club de zesde titel van het jaar pakte. Twee dagen later kreeg Messi de prijs voor speler van het jaar van de FIFA, waarmee hij Cristiano Ronaldo, Xavi, Kaká en Andrés Iniesta versloeg. Het was de eerste keer dat hij de prijs won en hij werd tevens de eerste Argentijn ooit die de prijs wist te winnen. Op 10 januari 2010 scoorde Messi zijn eerste hattrick van het seizoen in een 0-5-overwinning tegen Tenerife en op 17 januari maakte hij zijn honderdste doelpunt voor de club in een 4-0-overwinning tegen Sevilla.
Messi begon toen aan een reeks door 11 keer te scoren in 5 wedstrijden. Eerst scoorde hij in de 84e minuut tegen Málaga, waarmee een 2-1-overwinning werd veiliggesteld, daarna maakte hij 2 doelpunten tegen Almería in een 2-2-gelijkspel. Hij ging door met scoren door in één week 8 doelpunten te maken; hij startte met een hattrick tegen in een 3-0-overwinning tegen Valencia, maakte daarna 2 doelpunten tegen Stuttgart in een 4-0-overwinning die de kwalificatie van Barcelona voor de kwartfinale van de Champions League zeker stelde en scoorde tot slot nog een hattrick tegen Real Zaragoza in een 2-4-overwinning. Tegen Osasuna speelde Messi op 24 maart 2010 zijn 200e officiële wedstrijd voor Barcelona.
Op 6 april maakte hij voor het eerst in zijn carrière 4 doelpunten in een wedstrijd, in de 4-1-thuisoverwinning van Barcelona tegen Arsenal in de tweede wedstrijd van de kwartfinale van de Champions League. Dit zorgde er ook voor dat Messi Rivaldo voorbijging als persoon die de meeste doelpunten voor Barcelona maakte in deze competitie. Op 10 april scoorde Messi zijn 40e treffer van het seizoen toen hij het eerste doelpunt maakte in een 2-0-uitoverwinning tegen Real Madrid. Op 1 mei speelde Messi zijn 50e wedstrijd van het seizoen en maakte hij 2 doelpunten in een 4-1-uitoverwinning tegen Villarreal. Slechts drie dagen later, op 4 mei, maakte hij 2 doelpunten in een 4-1-thuisoverwinning tegen Tenerife. Messi maakte zijn 32e doelpunt in de competitie op 8 mei, tijdens de overwinning uit tegen Sevilla, en in de laatste wedstrijd tegen Real Valladolid scoorde hij tweemaal in de tweede helft, waarmee hij Ronaldo evenaarde door 34 maal te scoren in een seizoen en 4 doelpunten tekortkwam voor het record van Telmo Zarra. Hij werd op 3 juni voor de tweede maal op rij verkozen tot beste speler van de competitie.

### Seizoen 2010/11
Op 21 augustus 2010 scoorde Messi een hattrick in een 4-0-overwinning tegen Sevilla in de Supercopa de España, nadat de eerste wedstrijd met 1-3 verloren was gegaan. Barcelona pakte daarmee de eerste prijs van het seizoen. Messi begon ook zijn competitieseizoen met een doelpunt, door na drie minuten te scoren tegen Racing Santander op 29 augustus 2010. Hij etaleerde daarna zijn uitstekende vorm in de groepsfase van de Champions League tegen Panathinaikos door tweemaal te scoren en tweemaal een doelpunt voor te bereiden. In dezelfde wedstrijd raakte hij nog tweemaal de paal of lat.
Op 19 september liep Messi een enkelblessure op door een slecht uitgevoerde tackle van Tomáš Ujfaluši, een verdediger van Atlético Madrid, in de 92e minuut van hun wedstrijd in de derde ronde in het Estadio Vicente Calderón. Men was eerst bang dat Messi een gebroken enkel had, die hem voor minimaal zes maanden aan de kant zou houden, maar uit een MRI bleek dat hij "slechts" zijn enkel had verzwikt. Teamgenoot David Villa stelde dat de tackle op Messi zeer hard was en dat hij geloofde dat de Atlético-verdediger de tackle aanging om Messi te blesseren. Het voorval werd breed uitgemeten in de media en leidde tot de discussie of elke speler evenveel beschermd moet worden.
Toen Messi hersteld was, scoorde hij in een 1-1-gelijkspel tegen Mallorca. Dat deed hij nogmaals in de Champions League tegen Kopenhagen, waardoor hij meehielp aan een 2-0-thuisoverwinning. Messi ging door met scoren tegen Real Zaragoza en Sevilla. In november begon hij direct weer met een doelpunt in een 1-1-gelijkspel uit tegen Kopenhagen en een 3-1-overwinning uit tegen Getafe, een wedstrijd waarin hij ook voorzette op doelpunten van David Villa en Pedro Rodríguez. In de volgende competitiewedstrijd tegen Villarreal maakte hij een mooi doelpunt in samenwerking met Pedro, die ervoor zorgde dat Barcelona met 2-1 voorkwam. Na nog een doelpunt van Messi werd een 3-1-overwinning veiliggesteld. Dit was de zevende opeenvolgende wedstrijd waarin Messi een doelpunt maakte, een verbetering van zijn vorige record van zes. Hij bereikte ook het aantal van 50 doelpunten in het kalenderjaar 2010. Tegen Almería scoorde hij zijn tweede hattrick van het seizoen in een 8-0-uitoverwinning. Zijn tweede doelpunt was zijn honderdste competitietreffer voor Barcelona. Messi scoorde in zijn negende wedstrijd op rij (tiende inclusief de vriendschappelijke wedstrijd tegen Brazilië) in een 3-0-uitoverwinning tegen Panathinaikos.
Messi's doelpuntenreeks eindigde op 29 november in El Clásico, maar Barcelona wist nog steeds met 5-0 te winnen waarbij Messi tweemaal Villa voor het doel zette. De volgende wedstrijddag scoorde Messi tweemaal en bereidde er een voor in de wedstrijd tegen Osasuna. Messi scoorde nog tweemaal tegen Real Sociedad. In de derby van Barcelona, die FC Barcelona met 1-5 won, bereidde hij tweemaal voor, voor Pedro en Villa. Zijn eerste doelpunt van 2011 was tegen Deportivo La Coruña uit een vrije trap in een 4-0-uitoverwinning, waarin hij tevens voorzette voor Pedro en Villa.
Messi won de FIFA Ballon d'Or 2010 door zijn teamgenoten Xavi en Iniesta voor te blijven. Hij was voor het vierde opeenvolgende jaar genomineerd voor de prijs. Slechts twee dagen na het winnen van de prijs scoorde Messi zijn eerste hattrick van het jaar en derde van het seizoen tegen Real Betis. Hij begon de tweede ronde van de competitie met een doelpunt, uit zijn tweede penalty tegen Racing Santander. Na het scoren van de penalty liet Messi een opdruk op een shirt onder zijn tenue zien, waarop stond: "Gefeliciteerd met je verjaardag, mami." Hij ging door met het maken van doelpunten door tweemaal te scoren tegen Almería in de halve finale van de Copa del Rey en een week later opnieuw tweemaal raak te schieten tegen Hércules. Op 5 februari brak Barcelona het record van langste reeks overwinningen in de competitie met een zestiende overwinning tegen Atlético Madrid, dat met 3-0 verslagen werd in Camp Nou. Messi scoorde een hattrick waarmee de winst zeker was en stelde na de wedstrijd dat het een eer was om "een record te breken dat door een voetballer als Di Stéfano was gevestigd". Hij stelde tevens dat "een record dat al zo lang staat heel lastig te verbreken is, en het feit dat het moest worden behaald door een zeer sterke tegenstander te verslaan het zelfs nog lastiger maakte".
Na twee wedstrijden zonder treffer maakte Messi het winnende doelpunt tegen Athletic Bilbao in een wedstrijd die Barcelona met 2-1 won. De week daarna maakte hij zijn eerste doelpunt met een kopbal van het seizoen tegen Mallorca in een 3-0-uitoverwinning. Door deze overwinning wist Barcelona gelijk te komen met het record van de Baskische club Real Sociedad door 19 uitwedstrijden op rij ongeslagen te blijven. Dit record werd drie dagen later verbroken toen Messi het enige doelpunt van de wedstrijd maakte in de uitwedstrijd tegen Valencia. Op 8 maart maakte Messi twee doelpunten tegen Arsenal in een thuiswedstrijd in de Champions League, waardoor Barcelona met 3-1 won en zich kwalificeerde voor de kwartfinales. Nadat Messi een maand niet gescoord had, deed hij dat tweemaal tegen Almería; het tweede doelpunt was zijn 47e van het seizoen, evenveel als hij in het gehele voorgaande seizoen gescoord had. Hij verbeterde zijn persoonlijke record op 12 april door de winnende treffer te maken tegen Sjachtar Donetsk in een wedstrijd in de Champions League. Hierdoor werd Messi de persoon die de meeste doelpunten voor Barcelona wist te maken in een seizoen. Messi maakte zijn achtste doelpunt in een 1-1-gelijkspel in El Clásico in het Estadio Santiago Bernabéu. Op 23 april maakte hij zijn 50e treffer van het seizoen tegen Osasuna in een 2-0-thuisoverwinning. In de wedstrijd werd hij als wissel in de 60e minuut ingebracht.
In de eerste wedstrijd van de halve finale van de Champions League scoorde Messi tweemaal tegen Real Madrid in een 2-0-overwinning. Van het tweede doelpunt (een solo langs verscheidene personen) werd gezegd dat het een van de beste doelpunten was die in deze fase van de competitie gemaakt was. De tweede wedstrijd eindigde in een 1-1-gelijkspel. In de Champions League-finale maakte Messi het tweede doelpunt in de 3-1-overwinning tegen Manchester United. Met dit 12e doelpunt in deze Champions League-campagne, evenaarde Messi het record van Ruud van Nistelrooij uit het seizoen 2002/03. Daarnaast werd hij na de wedstrijd verkozen tot Man of the Match. Een halve week later, begin juni 2011, kreeg hij voor het derde seizoen op rij de Trofeo Alfredo Di Stéfano als beste speler in de Spaanse competitie.

### Seizoen 2011/12

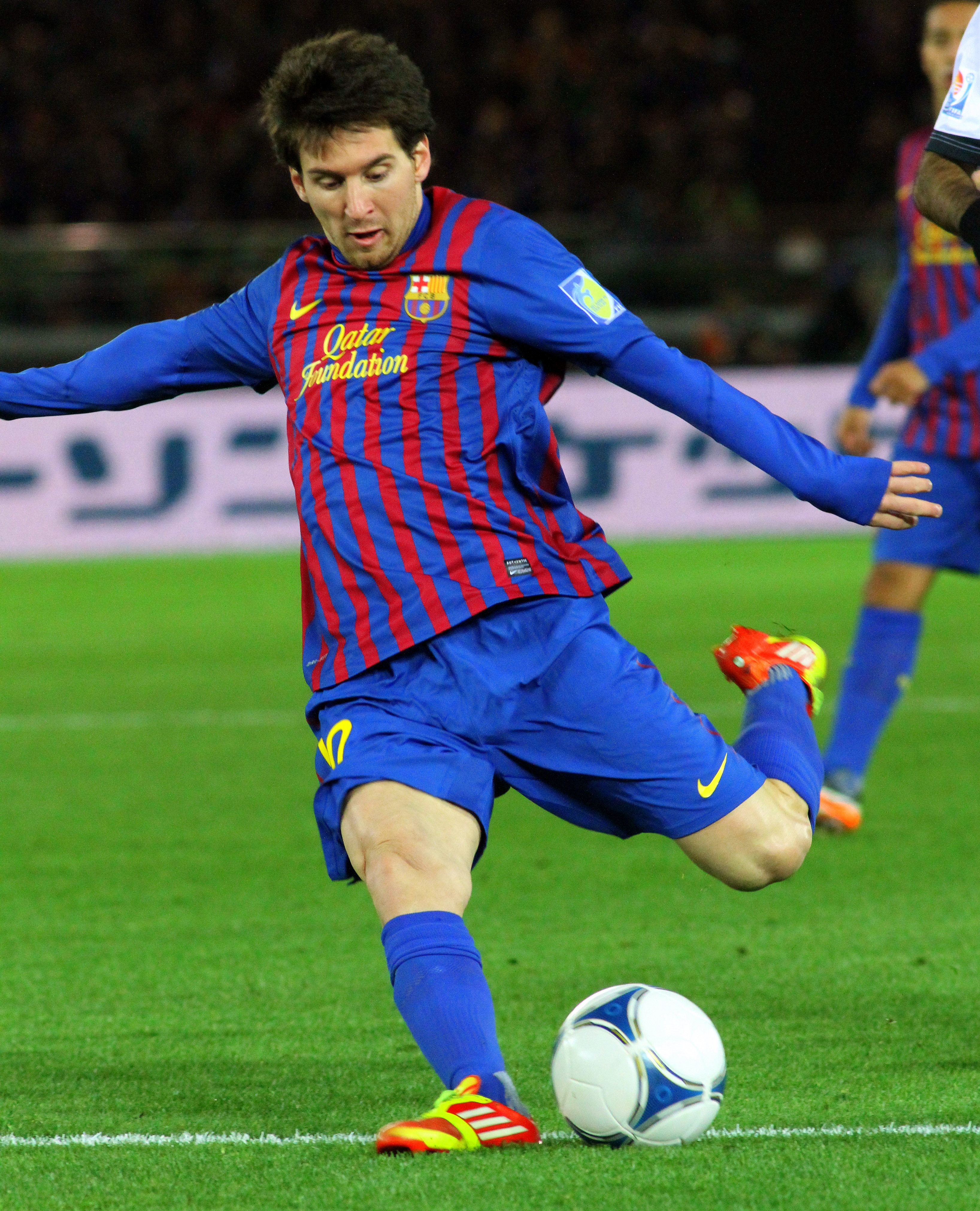
Messi in 2011

In het seizoen 2011/12 begon Messi met 3 doelpunten in 2 onderlinge ontmoetingen met Real Madrid in de Supercopa de España. Deze wedstrijden eindigden in 2-2 en 3-2 en daardoor pakte Barcelona zijn eerste prijs van het seizoen. Tevens werd Messi door zijn doelpunten de meest scorende speler aller tijden in de Supercopa de España met 8 doelpunten.
Op 7 maart 2012 won Barcelona in de Champions League van Bayer Leverkussen met 7-1. Messi maakte 5 van de 7 doelpunten en schreef daarmee geschiedenis. Nog nooit had een speler immers 5 doelpunten gemaakt in een Champions League-duel. Met 54 doelpunten ging hij ook Thierry Henry (50 doelpunten) voorbij in de lijst van topscorers aller tijden. In de Primera División maakte Messi dit seizoen 50 doelpunten, waarmee hij de Trofeo Pichichi won en een record neerzette wat betreft gemaakte doelpunten. Hij werd hierdoor ook de winnaar van de Europese Gouden Schoen, voor Cristiano Ronaldo en Robin van Persie.

### Seizoen 2012/13
In het seizoen 2012/13 maakte Messi 2 doelpunten in de confrontaties voor de Spaanse Supercup tegen Real Madrid. Op 14 september 2012 maakte hij eveneens 2 doelpunten tegen Getafe en brak hiermee zijn eigen record van aantal gemaakte doelpunten in een kalenderjaar (60). Door in oktober tweemaal te scoren in het 2-2-gelijkspel tegen Ream Madrid was Messi slechts één doelpunt verwijderd van recordhouder Di Stefano wat betreft aantal doelpunten gemaakt in El Clásico (15). Op 20 oktober brak Messi tegen Deportivo La Coruña een record van Cristiano Ronaldo door het scoren van een hattrick. De vedette van Real Madrid had in 2011 in totaal 43 treffers geproduceerd in de Primera División. Messi verbrak dit record in het Riazor Stadion van Deportivo en stond toen op 44 doelpunten in 2012, met nog dik twee maanden te gaan tot 2013. Mede door de hattrick tegen Deportivo werd Messi de eerste speler in de geschiedenis van Barcelona die 15 hattricks in de Primera División maakte. Op 1 december scoorde Messi tweemaal tegen Athletic Bilbao en evenaarde het clubrecord van César Rodríguez, die in de periode 1942–1955 190 competitiedoelpunten maakte voor Barça. Op 9 december scoorde Messi de 0-1 uit bij Real Betis; dit was zijn 85e doelpunt in 2012 en hij evenaarde daarmee het record van Gerd Müller. Later in die wedstrijd maakte hij ook de 0-2 en werd hij alleen recordhouder van het aantal doelpunten gemaakt in een kalenderjaar. Messi sloot met een doelpunt tegen Real Valladolid (1-3 winst) het jaar 2012 af, waarmee hij het record van aantal doelpunten gemaakt in een kalenderjaar op 91 bracht.
Messi versloeg op 7 januari 2013 Cristiano Ronaldo en Andrés Iniesta in de strijd om de Gouden Bal. Hij kreeg 41,6% van de stemmen en bleef daarmee Ronaldo (23,7%) en Iniesta (10,9%) duidelijk voor. De Argentijn was de eerste speler die de prijs voor de vierde keer op rij won en schreef daarmee geschiedenis. Diezelfde maand schreef hij wederom geschiedenis: hij kwam tegen Osasuna als eerste speler ooit in Spanje elf keer op een rij tot scoren in de Primera División. Hij zette ook een andere scorereeks voort: vier de tiende achtereenvolgende keer maakte hij een doelpunt in een officieel duel van de Catalanen, een nieuw persoonlijk record. Messi was daarnaast de eerste speler in de geschiedenis van de Primera División die erin slaagde in vier opeenvolgende seizoenen minstens 30 keer te scoren in competitieverband. Hij kwam in zijn vorige drie seizoenen tot respectievelijk 34, 31 en 50 doelpunten. In februari 2013 verlengde Messi zijn tot 2016 lopende contract met twee jaar. Hij bleef nu aan tot de zomer van 2018 en zou op jaarbasis €16 miljoen netto verdienen. Daarvoor zou hij wel in 65% van de wedstrijden van Barcelona in actie moeten komen. Ook kwalificatie voor Champions League-voetbal werd opgenomen als voorwaarde om het volledige jaarsalaris uitgekeerd te krijgen. In El Clásico van 2 maart maakte Messi zijn 18e doelpunt in een confrontatie met Real Madrid. Hiermee evenaarde hij het record qua doelpunten in El Clásico dat in handen was van Di Stefano. Met zijn 2 doelpunten in een 4-0-overwinning tegen AC Milan in de terugwedstrijd van de 1/8 finale in de Champions League stak Messi Ruud van Nistelrooij voorbij in de eeuwige topschuttersranglijst van de Champions League. Hij was nu slechts 13 doelpunten verwijderd van recordhouder Raúl. Met zijn 2 doelpunten tegen Rayo Vallecano op 17 maart kwam de teller van opeenvolgende doelpunten in La Liga op 18 voor Messi. Door te scoren tegen Celta de Vigo op 30 maart zorgde hij voor een uniek record: nog nooit was een speler erin geslaagd in opeenvolgende wedstrijden tegen alle ploegen uit een competitie te scoren. De laatste keer dat Messi er niet in slaagde te scoren tijdens een competitiewedstrijd was tegen Celta de Vigo op 3 november 2012. Tijdens deze reeks van 19 opeenvolgende wedstrijden maakte hij 30 doelpunten. Op 2 april 2013 viel Messi in de Champions League-wedstrijd tegen Paris Saint-Germain geblesseerd uit met een dijbeenblessure.

### Seizoen 2013/14
Het seizoen 2013/14 begon voor Messi met winst in de Supercopa, de Spaanse Supercup. Barcelona versloeg hierin Atlético Madrid, nadat de heenwedstrijd in Madrid was geëindigd op 1-1 en de terugwedstrijd in Barcelona op 0-0. Gedurende de rest van het seizoen slaagde Messi er echter niet meer in een prijs te pakken met Barcelona. In de Champions League waren de kwartfinales het eindstation, in de Primera División eindigde Barcelona tweede en in de Copa del Rey verloor het de finale van Real Madrid. In vergelijking met de voorgaande seizoenen was Messi dit seizoen ook opvallend minder betrokken bij doelpunten. Hij maakte 41 doelpunten en gaf 14 assists.

### Seizoen 2014/15

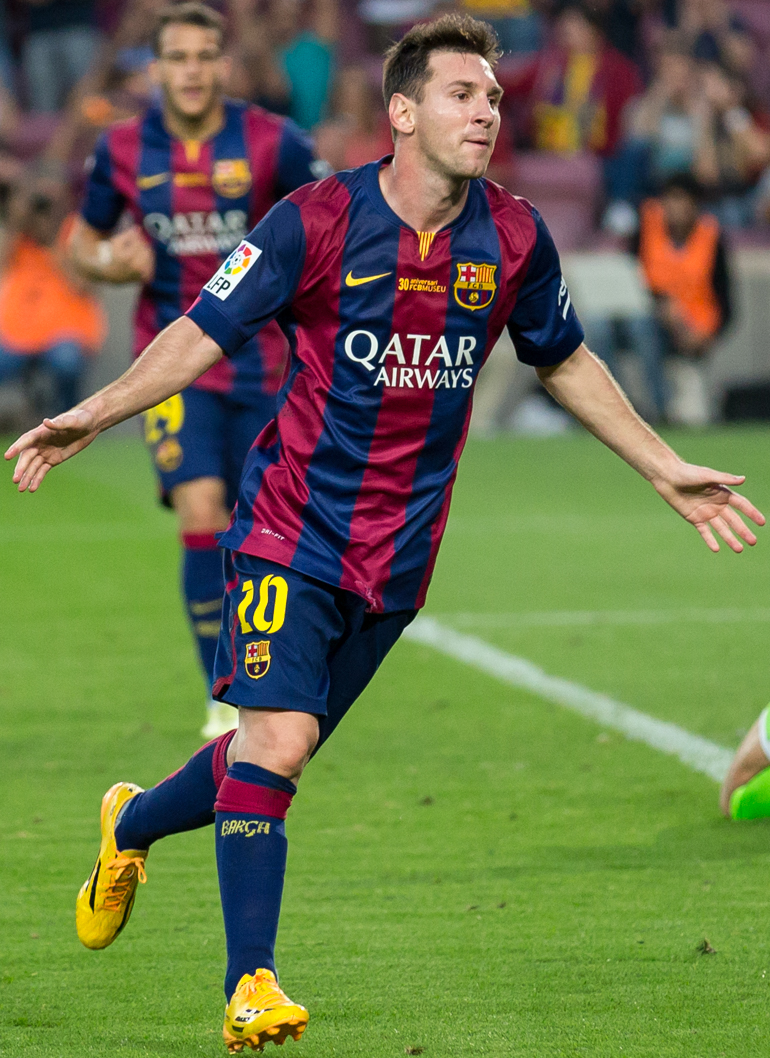
Messi in 2014

Messi werd op zaterdag 22 november 2014 topscorer aller tijden van de Primera División. Hij scoorde die dag 3 keer tegen Sevilla en bracht zijn totaal in de Spaanse competitie daarmee op 253 doelpunten, twee meer dan voormalig recordhouder Telmo Zarra. Messi verbrak drie dagen later ook het record van Raúl González Blanco in de UEFA Champions League. Dit keer scoorde hij 3 keer tegen APOEL Nicosia. Dit waren zijn 72e, 73e en 74e doelpunt in dit toernooi, drie meer dan voormalig recordhouder Raúl. Op de 32e speeldag tegen Valencia scoorde Messi zijn 400e goal voor Barcelona. Op de voorlaatste speeldag scoorde hij de enige goal in de wedstrijd tegen Atlético Madrid in het Estadio Vicente Calderón. Hierdoor kon Real Madrid de kloof van 4 punten niet meer inhalen en werd Barcelona kampioen.
Messi won op zaterdag 6 juni 2015 voor de vierde keer in zijn carrière de Champions League. Daarmee evenaarde hij het record van Clarence Seedorf. Datzelfde gold voor zijn teamgenoten Xavi Hernández, Andrés Iniesta en Gerard Piqué.

### Seizoen 2015/16
Messi scoorde op dinsdag 11 augustus 2015 twee keer voor Barcelona tijdens de met 5-4 gewonnen wedstrijd om de UEFA Super Cup 2015, tegen Sevilla. Hiermee won hij zijn 25e titel in dienst van FC Barcelona, waarmee hij samen met Andrés Iniesta het record van Xavi evenaarde. Tijdens het wereldkampioenschap voor clubs wonnen Messi en Iniesta hun 26e titel voor Barcelona, een record. Messi maakte de eerste goal in de met 0-3 gewonnen finale tegen River Plate. Hierdoor werd hij medetopscorer aller tijden van het toernooi, samen met zijn ploeggenoot Luis Suaréz. Deze goal zorgde er opnieuw voor dat hij in één kalenderjaar in alle competities had gescoord, iets wat hem in 2011 ook was gelukt. Op 30 december speelde Messi zijn 500e wedstrijd voor Barcelona in de met 4-0 gewonnen wedstrijd tegen Real Betis; Messi was een van de doelpuntenmakers. Op 11 januari won Messi zijn vijfde FIFA Ballon d'Or, een absoluut record. Op woensdag 3 februari scoorde Messi zijn 500e goal uit zijn carrière (inclusief vriendschappelijke wedstrijden) tijdens de halve finale voor de Spaanse beker tegen Valencia. Tijdens die wedstrijd scoorde hij een hattrick. Op 14 februari in de met 6-1 gewonnen wedstrijd tegen Celta de Vigo scoorde Messi zijn 299e goal in La Liga. Toen Barcelona daarna een penalty kreeg en Messi achter de bal ging staan om zodoende zijn 300e La Liga-goal te scoren, gaf hij in plaats daarvan een assist aan Suaréz, iets wat Rik Coppens en Johan Cruijff hem in het verleden hadden voorgedaan. Op woensdag 17 februari speelde Messi met Barcelona op het veld van Sporting Gijón een inhaalmatch die vanwege de wereldbeker voor clubteams niet had kunnen plaatsvinden in december. Het lukte Messi om tijdens de met 1-3 gewonnen wedstrijd zijn 300e en 301e La Liga-doelpunt te maken; zijn 301e was tevens het 10.000e officiële doelpunt van FC Barcelona. Tijdens de met 3-1 gewonnen terugwedstrijd van de 1/8 finale in de Champions League tegen Arsenal vestigde Messi een nieuw record door de 3-1 te scoren. Het was zijn negende goal tegen Arsenal in de Champions League. Geen enkele speler slaagde er in de geschiedenis van de Champions League in om zo vaak tegen eenzelfde tegenstander te scoren. Op zondag 17 april scoorde Messi zijn 500e officiële doelpunt uit zijn carrière in de met 1-2 verloren wedstrijd tegen Valencia. Op de allerlaatste speeldag in de met 0-3 gewonnen wedstrijd tegen Granada werd Messi voor de achtste keer in zijn carrière landskampioen. Op zondag 22 mei won hij zijn 28e titel met Barcelona in de met 2-0 gewonnen finale van de Copa del Rey tegen Sevilla. Beide assists kwamen van Messi.

### Seizoen 2016/17
Messi won op donderdag 18 augustus met Barcelona de Supercopa 2016 door Sevilla te verslaan. Nadat de heenwedstrijd in Sevilla op 0-2 was geëindigd, werd het in Camp Nou 3-0 voor Barcelona. Messi scoorde zelf de 3-0 en gaf de assist waaruit Arda Turan de 1-0 maakte. Het was de 29e trofee die hij won met Barcelona en de eerste die hij als aanvoerder van het team mocht ontvangen, aangezien Iniesta geblesseerd was. Messi won op dinsdag 13 september met Barcelona een groepswedstrijd in de Champions League met 7-0 van Celtic. Hij maakte in deze wedstrijd een hattrick, zijn 40e in zijn carrière. Op zaterdag 17 september scoorde Messi 2 keer in de met 1-5 gewonnen uitwedstrijd tegen Leganés. Met deze twee doelpunten vestigde hij een nieuw record: het was het 34e La Liga-stadion waarin hij scoorde en daarmee verbrak hij het record van Raúl. Op zaterdag 14 oktober maakte Messi de vierde goal in de met 4-0 gewonnen wedstrijd tegen Deportivo La Coruña, zijn 180e thuisdoelpunt in 176 La Liga-thuiswedstrijden voor Barça. Met deze goal verbrak hij het La Liga-record van Zarra, die 179 thuisdoelpunten wist te maken. Op zondag 6 november scoorde Messi de 1-1 in de met 1-2 gewonnen wedstrijd tegen Sevilla; het was zijn 500e doelpunt voor Barcelona (inclusief vriendschappelijke wedstrijden). Op 23 november bereikte Messi een nieuwe mijlpaal voor Barcelona: hij scoorde beide doelpunten in de Champions League-wedstrijd tegen Celtic, zijn 99e en 100e internationale doelpunt voor Barcelona. Op zaterdag 10 december scoorde Messi 2 keer in de met 0-3 gewonnen La Liga-wedstrijd tegen Osasuna. Nauzet, de doelman bij Osasuna, was de 130e doelman waar Messi in zijn professionele carrière tegen wist te scoren.

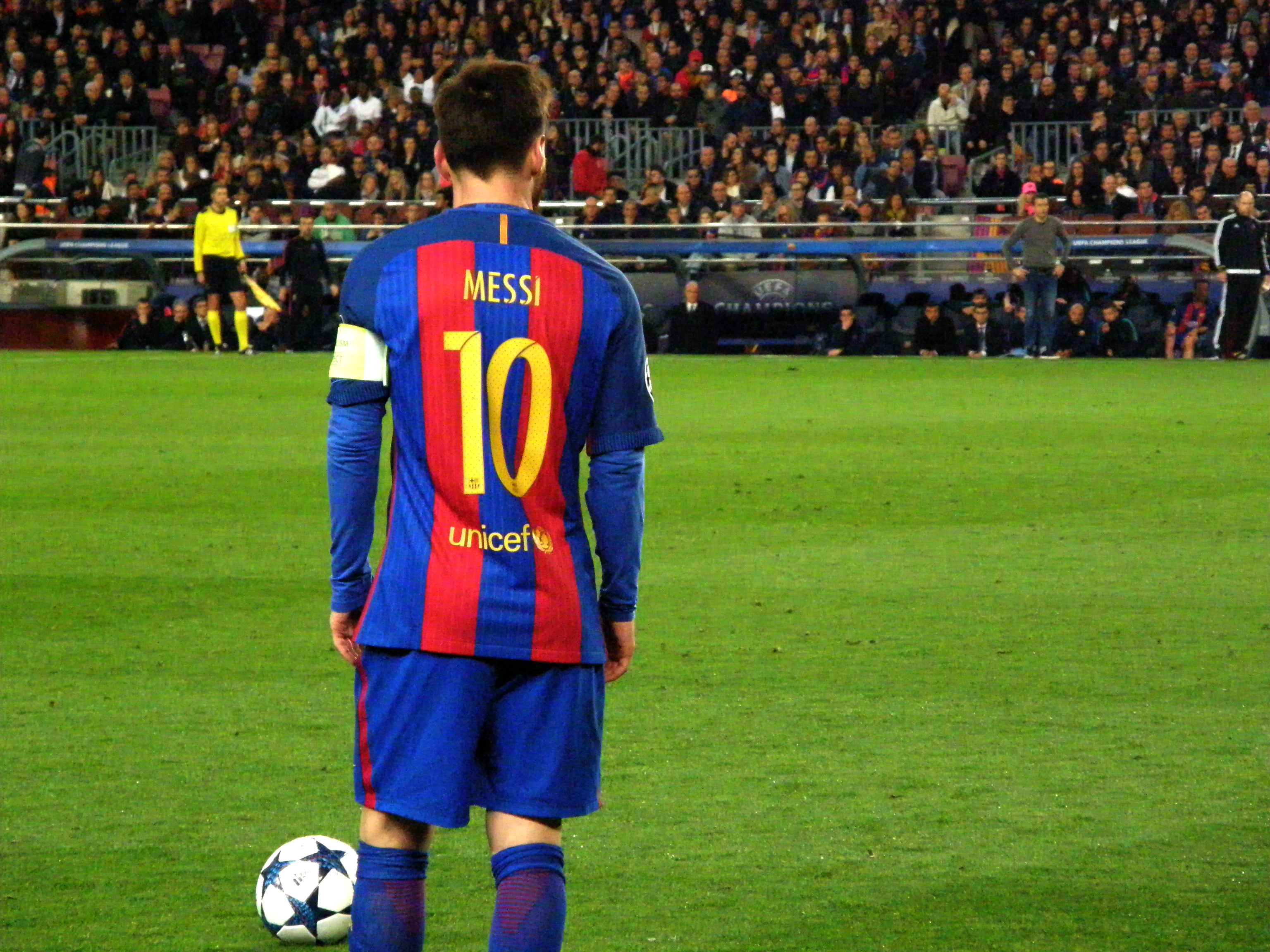
Messi tijdens La Remontada tegen Paris Saint-Germain in 2017

Tijdens de terugwedstrijd van de Copa del Rey op 11 januari scoorde Messi de 3-1 uit een vrije trap tegen Athletic Bilbao. Hij evenaarde hiermee het clubrecord van Ronald Koeman, die uit 26 vrije trappen wist te scoren. Op zaterdag 24 januari scoorde Messi de 2-0 in de met 5-0 gewonnen La Liga-thuiswedstrijd tegen Las Palmas. Hiermee evenaarde hij het record van Raúl, die eveneens tegen 35 verschillende La Liga-ploegen wist te scoren. Op zaterdag 4 februari scoorde Messi de 2-0 uit een vrije trap in de met 3-1 gewonnen La Liga-thuiswedstrijd tegen Athletic Bilbao, waarmee hij het record van Koeman verbrak. Op zondag 26 februari won Messi met Barcelona met 1-2 van Atlético Madrid in La Liga. Het was zijn 400e overwinning met Barcelona in alle competities. Op zondag 23 april scoorde Messi 2 keer in de met 2-3 gewonnen El Clásico tegen Real Madrid. Zijn tweede doelpunt was zijn 500e officiële doelpunt voor Barcelona. Op zondag 21 mei scoorde Messi in de met 4-2 gewonnen thuiswedstrijd in La Liga tegen Eibar zijn 36e en 37e goal van het seizoen. Hiermee won hij voor de vierde keer de Trofeo Pichichi als topscorer van Spanje en won hij voor de vierde keer de Europese Gouden Schoen, een evenaring van het record van Cristiano Ronaldo. Op zaterdag 27 mei scoorde Messi 1 keer in de met 3-1 gewonnen Copa del Rey-finale tegen Deportivo Alavés, waarmee hij zijn totaal aantal trofeeën met Barcelona op 30 bracht.

### Seizoen 2017/18
Op zaterdag 30 juli scoorde Messi de 1-0 in de met 3-2 gewonnen wedstrijd in de International Champions Cup van Noord-Amerika tegen Real Madrid. Het was zijn 24e goal in El Clásico. Tevens werd hij hiermee de eerste speler die zowel in La Liga, de Copa del Rey, de Supercopa, de Champions League en vriendschappelijk tegen Real Madrid wist te scoren. Op zaterdag 23 december scoorde Messi vanop de stip de 0-2 en gaf hij de assist voor de 0-3 in de met 0-3 gewonnen La Liga-wedstrijd tegen Real Madrid. Hiermee vestigde hij een aantal nieuwe records, waaronder dat van meeste doelpunten (526) bij 1 club in de top 5 van Europese competities, dat voorheen op naam stond van Bayern München-legende Gerd Müller (525). Tevens verbrak en verstevigde hij een aantal El Clásico-records: meeste goals (26), meeste goals gescoord in het Estadio Santiago Bernabéu als niet-Real Madrid-speler (15), meeste assists (14) en meeste doelpunten tegen Real Madrid in La Liga (17). Op donderdag 11 januari scoorde Messi 2 keer in de terugwedstrijd van de met 5-0 gewonnen 1/16 finale-wedstrijd in de Copa del Rey tegen Celta de Vigo. Deze 2 doelpunten brachten hem in de top tien aller tijden van meest gescoorde doelpunten in de Copa del Rey (46). Op donderdag 25 januari scoorde Messi de 2-0 in de met 2-0 gewonnen kwartfinale in de Copa del Rey tegen Espanyol. Dit doelpunt was het 4000e doelpunt gescoord in Camp Nou. Op zaterdag 24 februari scoorde Messi 2 keer en gaf hij een assist in de met 6-1 gewonnen Catalaanse derby tegen Girona. Hiermee verbrak hij twee records: dat van meeste assists in La Liga (149) en de speler die tegen het meest aantal verschillende teams gescoord heeft in La Liga (36). Op donderdag 1 maart scoorde Messi vanuit vrije trap de 0-1 tegen Las Palmas in het Estadio de Gran Canaria. Hiermee verbrak Messi een ander La Liga-record, namelijk dat van scoren in de meeste La Liga-stadions (36). Op woensdag 14 maart tijdens de terugwedstrijd van de 1/8 finale in de Champions League scoorde Messi 2 keer in de met 3-0 gewonnen wedstrijd tegen Chelsea; het tweede doelpunt was zijn 100e in de Champions League. Op zaterdag 7 april scoorde Messi zijn 45e hattrick uit zijn carrière in de met 3-1 gewonnen La Liga-wedstrijd tegen Léganes. Op zaterdag 21 april scoorde Messi de 0-2 en gaf hij 2 assists in de met 0-5 gewonnen finale van de Copa del Rey 2018 tegen Sevilla, die voor het eerst gespeeld werd in het Estadio Wanda Metropolitano te Madrid. Dit was zijn 31e titel met Barcelona. Op zondag 29 april scoorde Messi 3 keer in de met 2-4 gewonnen wedstrijd tegen Deportivo La Coruña, de 45e hattrick uit zijn carrière. Tevens betekende deze overwinning dat Barcelona Spaans kampioen werd en Messi samen met Iniesta het record van aantal titels met een Spaanse club op 32 bracht. Messi sloot het seizoen af als topscorer in La Liga met 34 doelpunten en als topscorer in Europa. Het was zijn vijfde Golden Boot, een record.

### Seizoen 2018/19
Op zondag 12 augustus won Messi met Barcelona de Spaanse Supercup door Sevilla met 2-1 te verslaan. De Supercup werd voor het eerst in één wedstrijd gespeeld en buiten Spanje, in het Stade Ibn Batouta in Tanger, Marokko. Door het vertrek van Iniesta werd Messi aanvoerder van de ploeg en alleen recordhouder wat betreft aantal titels met Barcelona. Hij bracht zijn totaal op 33 trofeeën. Op zondag 2 september scoorde Messi 2 keer in de met 8-2 gewonnen wedstrijd tegen promovendus Huesca. Hiermee verscherpte hij het record dat al op zijn naam stond naar 37 teams waartegen hij gescoord heeft in La Liga. Tevens verbeterde hij het record van aantal assists in La Liga van de afgelopen 50 jaar (150 in 421 wedstrijden). Op dinsdag 18 september scoorde Messi zijn achtste hattrick in de Champions League in de met 4-0 gewonnen wedstrijd tegen PSV, een record. Tevens evenaarde hij het record van Raúl, die in 14 opeenvolgende Champions League-seizoenen wist te scoren. Op woensdag 28 november scoorde Messi de 0-1 in de met 1-2 gewonnen Champions League-wedstrijd tegen PSV. Hierdoor bracht hij het record van aantal verschillende Europese steden waar hij gescoord heeft op 24. Op zondag 16 december scoorde Messi zijn 49e hattrick uit zijn carrière en zijn 31e in La Liga in de met 0-5 gewonnen wedstrijd tegen Levante. Op zondag 13 januari scoorde hij de 2-0 in de met 3-0 gewonnen wedstrijd tegen Eibar; het was zijn 400e doelpunt in La Liga. In de met 2-4 gewonnen La Liga-wedstrijd tegen Sevilla op zaterdag 23 februari scoorde Messi zijn 50e hattrick uit zijn carrière. Op zaterdag 6 april verbrak hij twee records in de met 2-0 gewonnen wedstrijd tegen Atlético Madrid. Door deze overwinning verbrak Messi het record van aantal overwinningen in La Liga, dat nu op 335 kwam te staan. Door zijn doelpunt in die wedstrijd verbrak hij ook het record van aantal competitiegoals in een van de vijf grootste Europese competities. Hij bracht het record op 416, één doelpunt meer dan de vorige recordhouder Ronaldo. Op zaterdag 24 april scoorde Messi de enige goal tegen Levante, waardoor Barcelona zich tot kampioen van Spanje kroonde. Op woensdag 1 mei scoorde Messi 2 keer in de met 3-0 gewonnen halve finale in de Champions League tegen Liverpool. Zijn tweede doelpunt, gescoord uit een vrije trap, was zijn 600e clubdoelpunt voor Barcelona, exact 14 jaar na zijn eerste doelpunt. Het was zijn achtste vrije trap die hij dat seizoen scoorde, waarmee hij zijn persoonlijk record van 7 verbrak. Op zondag 19 mei scoorde Messi 2 keer in de wedstrijd tegen Eibar. Hij sloot het seizoen af met 36 doelpunten en werd zo voor de zesde keer topscorer in La Liga, een evenaring van het record van Telmo Zarra. Tevens won hij voor de zesde keer de Europese Gouden Schoen, een nieuw record.

### Seizoen 2019/20
Tijdens de voorbereiding van het seizoen 2019/20 raakte Messi gekwetst aan de kuit, waardoor hij pas tijdens de Champions League-wedstrijd tegen Borussia Dortmund op dinsdag 17 september in de 60e minuut zijn eerste officiële minuten van het nieuwe seizoen kon maken. Op maandag 24 september werd Messi voor de eerste keer verkozen tot The Best FIFA Men's Player. Hij werd daarmee voor de zesde keer uitgeroepen tot speler van het jaar, een absoluut record. Op zondag 6 oktober scoorde Messi vanuit vrije trap zijn eerste doelpunt van het seizoen tegen Sevilla in de met 4-0 gewonnen wedstrijd. Hiermee werd hij de eerste speler in La Liga die in 16 opeenvolgende seizoenen kon scoren. Het was tevens zijn 100e doelpunt van buiten de grote backlijn. Op woensdag 23 oktober scoorde Messi de 0-1 in de met 1-2 gewonnen Champions League-wedstrijd tegen Slavia Praag. Hiermee verbeterde hij twee records, dat van aantal opeenvolgende seizoenen te scoren in de Champions League (15) en dat van in aantal verschillende steden te scoren in de Champions League (25). Tevens evenaarde hij een ander record door tegen 33 verschillende teams te scoren in de Champions League. Op dinsdag 29 oktober bereikte Messi een nieuwe mijlpaal door zijn 50e vrije trap te scoren tegen Real Valladolid. Op zaterdag 9 november scoorde Messi een hattrick in de met 4-1 gewonnen La Liga-wedstrijd tegen Celta de Vigo. Hiermee evenaarde hij het record van Cristiano Ronaldo inzake aantal hattricks in La Liga (34) en scoorde hij voor het 11e opeenvolgende kalenderjaar meer dan 40 doelpunten. Op woensdag 27 november speelde Messi zijn 700e officiële wedstrijd voor Barcelona tegen Borussia Dortmund in de groepsfase van de Champions League. De wedstrijd werd met 3-1 gewonnen dankzij 2 assists en een doelpunt van Messi. Zijn doelpunt betekende dat hij een nieuw record verbrak, door tegen 34 verschillende ploegen te scoren in de Champions League, niemand deed ooit beter. Op maandag 2 december won Messi zijn zesde Ballon d'Or, een absoluut record. Op zaterdag 7 december verbrak hij een nieuw La Liga-record door zijn 35e hattrick te scoren in de met 5-2 gewonnen wedstrijd tegen Real Mallorca. Op maandag 16 december kreeg Messi zijn zesde Trofeo Pichichi, als topschutter in het La Liga-seizoen 2018/19, overhandigt door de Spaanse sportkrant Marca en won hij voor de zevende keer de Trofeo Alfredo Di Stéfano, waarmee hij zijn eigen record verstevigde. Op zaterdag 21 december scoorde Messi tegen Deportivo Alavés zijn 50e goal in het kalenderjaar 2019. Het was voor de 9e keer dat hij erin slaagde om minstens 50 doelpunten in een kalenderjaar te scoren. Op maandag 17 februari werd Messi samen met Lewis Hamilton uitgeroepen tot winnaar van de Laureus World Sports Award voor Sportman van het Jaar. Hij was de eerste voetballer die de prijs kon winnen. Op zaterdag 22 februari scoorde Messi 4 keer in de met 5-0 gewonnen La Liga-wedstrijd tegen Eibar. Het was de 54e hattrick uit zijn carrière en de 7e keer dat hij minstens 4 keer scoorde in een wedstrijd. Op dinsdag 30 juni maakte Messi zijn 700e doelpunt uit zijn professionele carrière tegen Atlético Madrid. Op zaterdag 11 juli in de uitwedstrijd tegen Real Valladolid zorgde Messi opnieuw voor een opmerkelijke prestatie. Nog nooit slaagde een speler in La Liga erin om in hetzelfde seizoen minstens 20 doelpunten te maken en 20 assists te geven. Op zondag 19 juli verbrak Messi het La Liga-record van Xavi door zijn 21e assist van het seizoen te geven in de met 0-5 gewonnen uitwedstrijd tegen Deportivo Alavés. Tevens kroonde Messi zich mede dankzij zijn 2 doelpunten in die wedstrijd voor de zevende keer tot topscorer in La Liga, een nieuw record. Als gevolg van de coronabreak werd de terugwedstrijd van de 1/16 finale in de Champions League afgewerkt op zaterdag 8 augustus. Messi brak opnieuw een record door de 2e goal in de met 3-1 gewonnen wedstrijd tegen Napoli te scoren. Het was zijn 35e club in Europa waar hij tegen wist te scoren, niemand deed ooit beter. Tevens verstevigde hij een ander record door dat van aantal doelpunten in de knock-outfase van de Champions League op 27 te brengen. Na de uitschakeling in de Champions League door Bayern München met 2-8, sloot Messi het seizoen af zonder clubtrofee; de laatste keer dat dit gebeurde was in het seizoen 2007/08.

### Seizoen 2020/21
Tijdens het tussenseizoen, dat vanwege de coronamaatregelen pas inging na de uitschakeling in de kwartfinale van de Champions League op 14 augustus en duurde tot de eerste La Liga-wedstrijd op 27 september, gaf Messi aan te willen vertrekken bij Barcelona. Dit vanwege zijn ongenoegen over het bestuur van de club, dat hij een gebrek aan toekomstvisie verweet. Echter door het late tussenseizoen kwam hij niet in aanmerking om de clausule in zijn contract in te schakelen om de club gratis te verlaten. Deze was enkel geldig als de verbinding werd opgezegd in juni. Het transferbedrag dat clubs moesten betalen, was ingesteld op 700 miljoen euro, waardoor Messi genoodzaakt was het laatste jaar van zijn contract uit te dienen, aangezien hij de club niet via de rechtbank wenste te verlaten. Op de eerste speeldag van het seizoen scoorde Messi een keer in de met 4-0 gewonnen wedstrijd tegen Villarreal. Het was zijn zeventiende opeenvolgende seizoen waarin hij wist te scoren in La Liga. Op 27 oktober 2020 nam het voltallig bestuur van Barcelona ontslag en werd er een voorlopig bestuur aangesteld tot de nieuwe verkiezingen op 24 januari 2021. Op 19 december scoorde Messi in een leeg Camp Nou in de La Liga-wedstrijd tegen Valencia, dat eindigde op een 2-2-gelijkspel, zijn 643e clubdoelpunt voor FC Barcelona. Hij evenaarde hiermee het legendarische record van Pelé, die bij het Braziliaanse Santos tot hetzelfde aantal kwam. Drie dagen later verbrak hij het record door te scoren in de met 0-3 gewonnen La Liga-wedstrijd tegen Real Valladolid. Zondag 3 januari speelde Messi zijn 500e La Liga-wedstrijd voor FC Barcelona; hij gaf de assist in de met 0-1 gewonnen wedstrijd tegen Huesca. Op maandag 11 januari werd Messi door het International Federation of Football History & Statistics verkozen tot beste spelmaker van het afgelopen decennium. Op zondag 17 januari kreeg hij zijn eerste rode kaart als speler van FC Barcelona, in de 120e minuut van de verlengingen tijdens de finale van de Supercopa tegen Athletic Bilbao die met 3-2 verloren werd. Op 13 februari tegen Deportivo Alavés evenaarde Messi het record van Xavi in aantal La Liga-wedstrijden gespeeld voor FC Barcelona (505). Barcelona won de wedstrijd met 5-1, Messi scoorde twee keer. Drie dagen later werd hij alleen recordhouder tegen Cadiz, waartegen hij tevens wist te scoren. De wedstrijd eindigde op 1-1. Door dit doelpunt verstevigde hij een ander record dat op zijn naam staat, dat van tegen aantal verschillende clubs gescoord in La Liga (38). Op maandag 15 maart tegen Huesca evenaarde Messi het record van Xavi in aantal officiële wedstrijden gespeeld voor FC Barcelona (767). Hij scoorde twee keer in de met 4-1 gewonnen La Liga-wedstrijd. Hierdoor werd hij de eerste speler die minstens twintig doelpunten scoorde in dertien opeenvolgende seizoenen in de top vijf-competities van Europa. Een week later, op 21 maart, verbrak hij het record van Xavi tegen Real Sociedad, waarbij hij twee keer scoorde en een assist gaf in de met 1-6 gewonnen wedstrijd. Op 17 april won Messi zijn zevende Copa del Rey, zijn 35e trofee met FC Barcelona, in de met 4-0 gewonnen finale tegen Athletic Bilbao waarin hij tevens twee keer wist te scoren. Op zondag 16 mei scoorde Messi zijn 30e doelpunt in La Liga in de met 1-2 verloren wedstrijd tegen Celta de Vigo. Het was de negende keer dat hij minstens dertig doelpunten scoorde in een La Liga-seizoen. Hij kroonde zich dit seizoen tot topscorer van La Liga met dertig doelpunten, waardoor hij zijn eigen record van aantal topscorertitels verbeterde en op acht bracht. Op 30 juni 2021 liep het contract van Messi bij FC Barcelona af, waardoor hij voor het eerst sinds twintig jaar clubloos was. Op 5 augustus 2021 maakte FC Barcelona officieel bekend dat Messi de club na ruim twintig jaar gedwongen verliet. Dit kwam door de economische en structurele obstakels tussen La Liga en Barcelona over het contract van Messi.

### Overstap naar Paris Saint-Germain

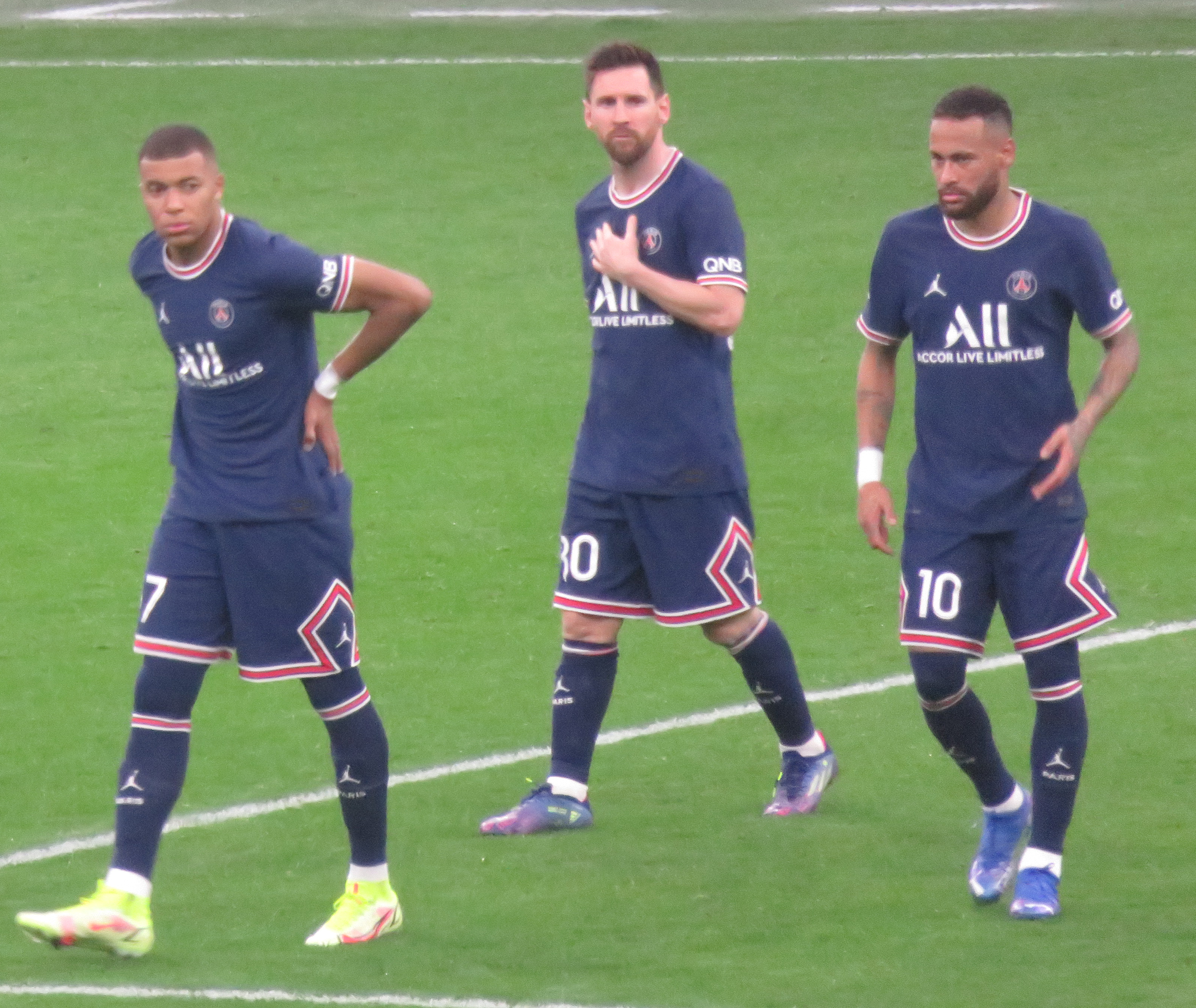
Messi tussen Kylian Mbappé en Neymar tijdens een wedstrijd voor PSG in 2021

#### 2021/22
Op 10 augustus 2021 maakte Paris Saint-Germain via officiële kanalen de komst van Messi bekend. Messi tekende een contract tot medio 2023 met de optie voor nog een jaar. Direct na de transfer bood teamgenoot en vriend Neymar zijn rugnummer 10 aan. De Argentijn koos er echter voor om te gaan spelen met het rugnummer 30, het nummer waarmee hij debuteerde in het eerste elftal van FC Barcelona.
Op zondag 29 augustus 2021 maakte Messi in de Ligue 1 tegen Stade de Reims zijn competitiedebuut voor PSG. Hij verving na 66 minuten Neymar in de met 0-2 gewonnen uitwedstrijd. Hij maakte op 28 september 2021 zijn eerste treffer voor de Parijzenaren in een UEFA Champions League-groepswedstrijd, thuis tegen Manchester City. Messi miste veel wedstrijden en had last van blessureleed in zijn beginperiode bij de club uit Parijs. Begin januari 2022 testte hij bovendien positief op COVID-19.
In de achtste finale van de UEFA Champions League won Messi met Paris Saint-Germain op 15 februari 2022 de thuiswedstrijd met 1-0 van Real Madrid, ondanks het feit dat hij een strafschop had gemist. In de uitwedstrijd op 9 maart 2022 werd PSG echter uitgeschakeld door in Bernabéu met 1-3 te verliezen, waarbij Karim Benzema driemaal tot scoren kwam voor Real Madrid. Op 23 april 2022 werd Messi met PSG kampioen van Frankrijk na een 1-1-gelijkspel tegen RC Lens. Messi scoorde met een schot van buiten de zestien voor PSG, dat zijn tiende landstitel vierde. Op 31 juli won Messi zijn tweede trofee met PSG. Hij won de Trophée des Champions, de Franse supercup, tegen FC Nantes. Messi scoorde het eerste doelpunt in de 4-0-overwinning.

#### 2022/23
Als gevolg van zijn prestaties in het voorgaande seizoen werd Messi voor het eerst sinds 2005 niet genomineerd voor de Ballon d'Or. Op 21 augustus 2022 gaf hij een assist aan Kylian Mbappé, wat resulteerde in een van de snelste doelpunten ooit in de Ligue 1. Hij scoorde ook zelf in een 7-1 overwinning op LOSC Lille. Vanwege zijn bijdragen, waaronder zes doelpunten en vijf assists, werd Messi benoemd tot speler van de maand in september in de Ligue 1.
In de UEFA Champions League trof Messi op 5 oktober 2022 doel in een 1-1 gelijkspel tegen SL Benfica, waarmee hij de eerste speler ooit werd die tegen 40 verschillende tegenstanders scoorde in het toernooi. Op 25 oktober 2022 scoorde hij twee keer in een 7-2 overwinning op Maccabi Haifa, waarmee hij het record vestigde voor de meeste doelpunten van buiten het strafschopgebied in de UEFA Champions League (23 doelpunten). Slechts vier dagen later scoorde en assisteerde Messi in een 4-3 overwinning op Troyes, waardoor PSG bovenaan de competitie bleef. Dit doelpunt bracht Messi zijn seizoenstotaal op zeven, en in slechts 18 wedstrijden overtrof hij zijn totale doelpunten van het vorige seizoen.
Op 26 februari 2023 won PSG met 3-0 van Olympique Marseille waarbij Messi zijn 700e clubdoelpunt scoorde en ook twee assists leverde voor Kylian Mbappé. Op 11 maart 2023 zette hij een last-minute winnende goal op voor Kylian Mbappé in een 2-1 overwinning op Stade Brest, waarmee hij zijn 300e carrière-assist registreerde. Op 8 april 2023 scoorde Messi en leverde een assist in een 2-0 uitoverwinning op OGC Nice, waarmee hij Cristiano Ronaldo overtrof als de topscorer aller tijden in het Europese clubvoetbal met 702 doelpunten. Tijdens die wedstrijd bereikte Messi ook de mijlpaal van 1.000 directe doelpuntbijdragen op clubniveau.
Op 2 mei 2023 werd Messi geschorst en beboet vanwege een niet-geautoriseerde reis naar Saudi-Arabië met zijn familie. Hij miste een training na een nederlaag tegen FC Lorient. Als straf mocht Messi niet deelnemen aan trainingsessies tijdens zijn schorsing en werd hij uitgesloten van de selectie voor de competitiewedstrijd tegen Troyes.
Op 3 mei 2023 werd gemeld door transfer-journalist Fabrizio Romano dat Messi, de club aan het einde van het seizoen zou verlaten. Op 1 juni bevestigde coach Christophe Galtier dat de wedstrijd van PSG tegen Clermont Foot op 3 juni Messi's laatste wedstrijd voor de club zou zijn. Op 3 juni 2023 maakte Paris Saint-Germain bekend dat Messi, na twee seizoenen de club verlaat.

### Inter Miami

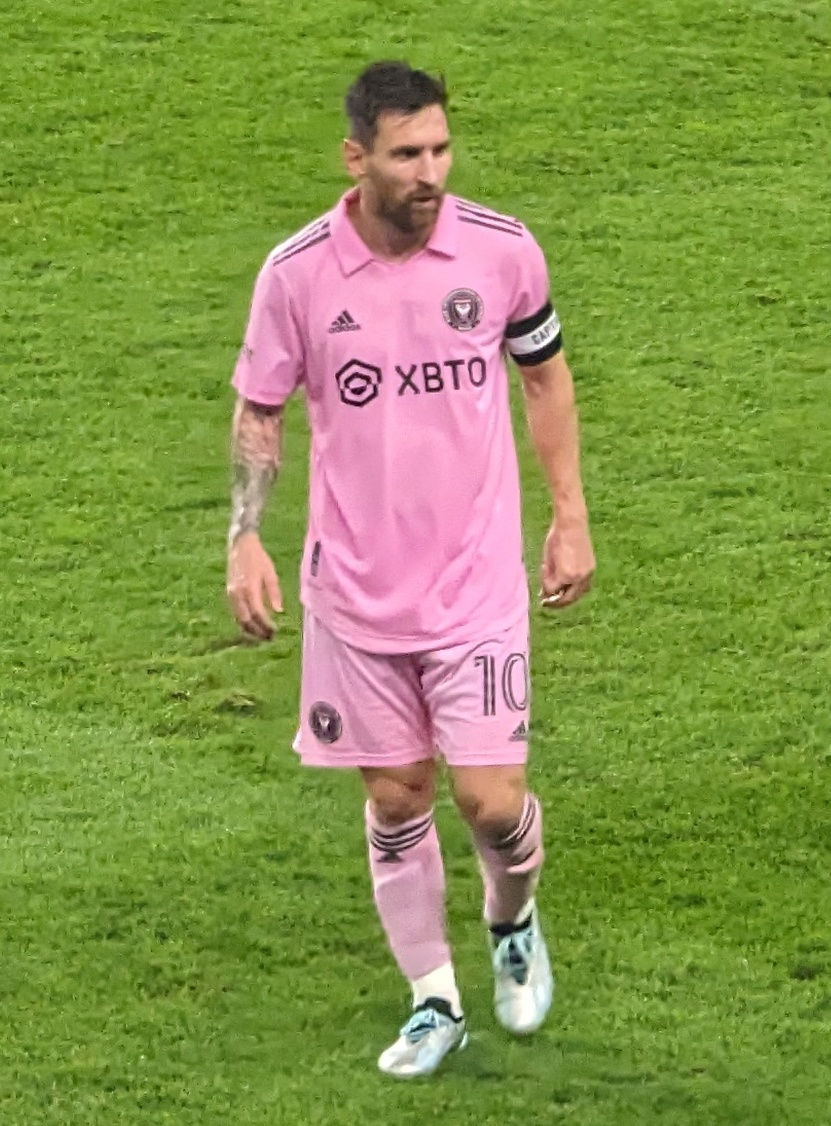
Messi tijdens de halve finale van de Open Cup 2023 tussen FC Cincinnati en Inter Miami CF in het op 23 augustus 2023.

Op 7 juni 2023 hield Messi een interview met het Catalaanse Sport en Mundo Deportivo, hier gaf Messi een uitgebreid interview over zijn toekomst. Hier bevestigde hij zijn keuze voor de Major League Soccer-club Inter Miami uit de Verenigde Staten. Dit werd ook bevestigd door FC Barcelona waar hij in eerste instantie wou terugkeren, maar dat bleek niet haalbaar. Een club in Saudi-Arabië was een andere reële optie. Op 15 juli 2023 maakte Inter Miami de transfer officieel.

#### 2023
Messi maakte zijn debuut voor de MLS-club op 21 juli 2023 in een wedstrijd om de Leagues Cup tegen Cruz Azul. In de blessuretijd maakte hij uit een vrije trap de winnende treffer (2–1). Na negen doelpunten in zijn eerste zes wedstrijden voor Inter Miami, opende Messi op 19 augustus 2023 de score in de finale van eerdergenoemd toernooi tegen Nashville, voordat Nashville gelijk maakte in de tweede helft. De wedstrijd eindigde in een strafschoppenreeks, die Miami met 10–9 won, waarbij Messi de eerste scoorde en de club hun allereerste trofee bezorgde. Messi werd na de wedstrijd gehuldigd als beste speler en topscorer van het toernooi. Op 27 augustus 2023 maakte Messi zijn MLS-debuut in de competitiewedstrijd tegen New York Red Bulls; de wedstrijd werd met 2–0 gewonnen, waarin Messi in de 89e minuut het tweede doelpunt scoorde.  In zijn eerste jaar (half jaar, de MLS is per kalenderjaar). Kwam hij tot 6 wedstrijden waarin hij een keer scoorde en tweemaal een assist gaf. Helaas kon Messi er niets aan doen dat Inter Miami een na laatste werd.

#### 2024
In het seizoen 2024 ging het Inter Miami beter af, Messi speelde in de Competitie 22 wedstrijden waarin hij 21 keer scoorde en elfmaal een assist gaf, Inter Miami werd eerste in de competitie maat verloor de strijd om het kampioenschap in de Play-offs.

#### 2025
In het jaar 2025, zijn laatste van zijn eerst getekende contract, speelde Messi met Inter Miami op het FIFA Club World Cup, die voor het eerst in een nieuwe vorm werd gehouden in de Verenige Staten. De club werd ingedeeld in groep A met het Braziliaanse Palmeiras, het Portugese FC Porto en Al-Ahly uit Egypte. De eerst wedstrijd eindigde in 0–0 tegen de Egyptenaren. De tweede groepswedstrijd wonnen ze met 2–1 van FC Porto, door een winnende treffer van Messi (vrije trap).

## Clubstatistieken
| Club                | Seizoen    | Competitie          | Competitie | Competitie | Competitie | Beker | Beker | Beker | Supercup | Supercup | Supercup | UEFA Champions League | UEFA Champions League | UEFA Champions League | UEFA Super Cup | UEFA Super Cup | UEFA Super Cup | FIFA Club World Cup | FIFA Club World Cup | FIFA Club World Cup | Overig | Overig | Overig | Totaal | Totaal | Totaal |
| Club                | Seizoen    | Niveau              | Wed.       | Dlp.       | Ass.       | Wed.  | Dlp.  | Ass.  | Wed.     | Dlp.     | Ass.     | Wed.                  | Dlp.                  | Ass.                  | Wed.           | Dlp.           | Ass.           | Wed.                | Dlp.                | Ass.                | Wed.   | Dlp.   | Ass.   | Wed.   | Dlp.   | Ass.   |
| ------------------- | ---------- | ------------------- | ---------- | ---------- | ---------- | ----- | ----- | ----- | -------- | -------- | -------- | --------------------- | --------------------- | --------------------- | -------------- | -------------- | -------------- | ------------------- | ------------------- | ------------------- | ------ | ------ | ------ | ------ | ------ | ------ |
| FC Barcelona        | 2004/05    | Primera División    | 7          | 1          | 0          | 1     | 0     | 0     | —        | —        | —        | 1                     | 0                     | 0                     | —              | —              | —              | —                   | —                   | —                   | —      | —      | —      | 9      | 1      | 0      |
| FC Barcelona        | 2005/06    | Primera División    | 17         | 6          | 2          | 2     | 1     | 1     | 0        | 0        | 0        | 6                     | 1                     | 0                     | —              | —              | —              | —                   | —                   | —                   | —      | —      | —      | 25     | 8      | 3      |
| FC Barcelona        | 2006/07    | Primera División    | 26         | 14         | 2          | 2     | 2     | 1     | 2        | 0        | 0        | 5                     | 1                     | 0                     | 1              | 0              | 0              | 0                   | 0                   | 0                   | —      | —      | —      | 36     | 17     | 3      |
| FC Barcelona        | 2007/08    | Primera División    | 28         | 10         | 12         | 3     | 0     | 0     | —        | —        | —        | 9                     | 6                     | 1                     | —              | —              | —              | —                   | —                   | —                   | —      | —      | —      | 40     | 16     | 13     |
| FC Barcelona        | 2008/09    | Primera División    | 31         | 23         | 11         | 8     | 6     | 1     | —        | —        | —        | 12                    | 9                     | 5                     | —              | —              | —              | —                   | —                   | —                   | —      | —      | —      | 51     | 38     | 17     |
| FC Barcelona        | 2009/10    | Primera División    | 35         | 34         | 10         | 3     | 1     | 0     | 1        | 2        | 0        | 11                    | 8                     | 0                     | 1              | 0              | 1              | 2                   | 2                   | 0                   | —      | —      | —      | 53     | 47     | 11     |
| FC Barcelona        | 2010/11    | Primera División    | 33         | 31         | 18         | 7     | 7     | 2     | 2        | 3        | 0        | 13                    | 12                    | 3                     | —              | —              | —              | —                   | —                   | —                   | —      | —      | —      | 55     | 53     | 23     |
| FC Barcelona        | 2011/12    | Primera División    | 37         | 50         | 16         | 7     | 3     | 4     | 2        | 3        | 2        | 11                    | 14                    | 5                     | 1              | 1              | 1              | 2                   | 2                   | 1                   | —      | —      | —      | 60     | 73     | 29     |
| FC Barcelona        | 2012/13    | Primera División    | 32         | 46         | 12         | 5     | 4     | 1     | 2        | 2        | 0        | 11                    | 8                     | 2                     | —              | —              | —              | —                   | —                   | —                   | —      | —      | —      | 50     | 60     | 15     |
| FC Barcelona        | 2013/14    | Primera División    | 31         | 28         | 11         | 6     | 5     | 3     | 2        | 0        | 0        | 7                     | 8                     | 0                     | —              | —              | —              | —                   | —                   | —                   | —      | —      | —      | 46     | 41     | 14     |
| FC Barcelona        | 2014/15    | Primera División    | 38         | 43         | 18         | 6     | 5     | 4     | —        | —        | —        | 13                    | 10                    | 5                     | —              | —              | —              | —                   | —                   | —                   | —      | —      | —      | 57     | 58     | 27     |
| FC Barcelona        | 2015/16    | Primera División    | 33         | 26         | 16         | 5     | 5     | 6     | 2        | 1        | 0        | 7                     | 6                     | 1                     | 1              | 2              | 0              | 1                   | 1                   | 0                   | —      | —      | —      | 49     | 41     | 23     |
| FC Barcelona        | 2016/17    | Primera División    | 34         | 37         | 9          | 7     | 5     | 3     | 2        | 1        | 2        | 9                     | 11                    | 2                     | —              | —              | —              | —                   | —                   | —                   | —      | —      | —      | 52     | 54     | 16     |
| FC Barcelona        | 2017/18    | Primera División    | 36         | 34         | 12         | 6     | 4     | 4     | 2        | 1        | 0        | 10                    | 6                     | 2                     | —              | —              | —              | —                   | —                   | —                   | —      | —      | —      | 54     | 45     | 18     |
| FC Barcelona        | 2018/19    | Primera División    | 34         | 36         | 13         | 5     | 3     | 2     | 1        | 0        | 1        | 10                    | 12                    | 3                     | —              | —              | —              | —                   | —                   | —                   | —      | —      | —      | 50     | 51     | 19     |
| FC Barcelona        | 2019/20    | Primera División    | 33         | 25         | 21         | 2     | 2     | 1     | 1        | 1        | 0        | 8                     | 3                     | 3                     | —              | —              | —              | —                   | —                   | —                   | —      | —      | —      | 44     | 31     | 25     |
| FC Barcelona        | 2020/21    | Primera División    | 35         | 30         | 9          | 5     | 3     | 1     | 1        | 0        | 0        | 6                     | 5                     | 2                     | —              | —              | —              | —                   | —                   | —                   | —      | —      | —      | 47     | 38     | 12     |
| FC Barcelona        | Clubtotaal | Clubtotaal          | 520        | 474        | 192        | 80    | 56    | 34    | 20       | 14       | 5        | 149                   | 120                   | 34                    | 4              | 3              | 2              | 5                   | 5                   | 1                   | 0      | 0      | 0      | 778    | 672    | 268    |
| Paris Saint-Germain | 2021/22    | Ligue 1             | 26         | 6          | 15         | 1     | 0     | 0     | 0        | 0        | 0        | 7                     | 5                     | 0                     | —              | —              | —              | —                   | —                   | —                   | —      | —      | —      | 34     | 11     | 15     |
| Paris Saint-Germain | 2022/23    | Ligue 1             | 32         | 16         | 16         | 1     | 0     | 0     | 1        | 1        | 0        | 7                     | 4                     | 4                     | —              | —              | —              | —                   | —                   | —                   | —      | —      | —      | 41     | 21     | 20     |
| Paris Saint-Germain | Clubtotaal | Clubtotaal          | 58         | 22         | 31         | 2     | 0     | 0     | 1        | 1        | 0        | 14                    | 9                     | 4                     | 0              | 0              | 0              | 0                   | 0                   | 0                   | 0      | 0      | 0      | 75     | 32     | 35     |
| Inter Miami         | 2023       | Major League Soccer | 6          | 1          | 2          | 1     | 0     | 2     | —        | —        | —        | —                     | —                     | —                     | —              | —              | —              | —                   | —                   | —                   | 7      | 10     | 1      | 14     | 11     | 5      |
| Inter Miami         | 2024       | Major League Soccer | 22         | 21         | 11         | 0     | 0     | 0     | —        | —        | —        | —                     | —                     | —                     | —              | —              | —              | —                   | —                   | —                   | 3      | 2      | 2      | 25     | 23     | 13     |
| Inter Miami         | 2025       | Major League Soccer | 19         | 19         | 8          | 0     | 0     | 0     | —        | —        | —        | —                     | —                     | —                     | —              | —              | —              | 4                   | 1                   | 0                   | 8      | 5      | 3      | 31     | 25     | 11     |
| Inter Miami         | Clubtotaal | Clubtotaal          | 47         | 41         | 21         | 1     | 0     | 2     | 0        | 0        | 0        | 0                     | 0                     | 0                     | 0              | 0              | 0              | 4                   | 1                   | 0                   | 18     | 17     | 6      | 69     | 59     | 29     |
| Totaal              | Totaal     | Totaal              | 625        | 537        | 244        | 83    | 56    | 36    | 21       | 15       | 5        | 163                   | 129                   | 38                    | 4              | 3              | 2              | 9                   | 6                   | 1                   | 18     | 17     | 6      | 922    | 763    | 332    |

Bijgewerkt t/m 17 augustus 2025

## Interlandvoetbal
Op 17 augustus 2005 debuteerde Messi in het oefenduel tegen het Hongarije in het nationale elftal van Argentinië. In de 63e minuut verving hij Lisandro López, maar nog geen minuut later werd hij al van het veld gestuurd. Scheidsrechter Markus Merk zag Messi tijdens een duel een slaande beweging maken, hoewel hij zich in werkelijkheid losrukte van zijn directe tegenstander, die aan zijn shirt hing. Op 1 maart 2006 maakte Messi tegen Kroatië zijn eerste doelpunt voor het Argentijnse elftal. Hij gaf ook de assist voor het doelpunt van Carlos Tévez.

### WK onder 20
Messi speelde op het WK onder 20 in 2005, dat in juni en juli in Nederland werd gehouden. Hij trad in de voetsporen van zijn Barcelona-ploegmaat Javier Saviola door wereldkampioen te worden met Argentinië en door tevens de Gouden Schoen (topscorer van het toernooi) en de Gouden Bal (meest waardevolle speler van het toernooi volgens de pers) te veroveren. Messi scoorde 6 keer, waaronder tweemaal (beide vanaf de penaltystip) in de finale tegen Nigeria.

### WK 2006
Messi behoorde tot de Argentijnse selectie voor het WK 2006. In de tweede wedstrijd tegen Servië en Montenegro maakte hij als invaller voor Maxi Rodríguez zijn WK-debuut. Messi kwam in het veld bij een 3-0 stand, gaf vervolgens de assist voor de treffer van Hernán Crespo en maakte zelf het vijfde Argentijnse doelpunt op aangeven van het andere Argentijnse toptalent Tévez. Nadien zou Messi nog twee wedstrijden spelen op het WK 2006: hij startte tegen Nederland in de basis en viel in tegen Mexico in de achtste finale. In de kwartfinale moest Argentinië het toernooi verlaten doordat het met strafschoppen werd uitgeschakeld door gastland Duitsland.

### Olympische Zomerspelen 2008

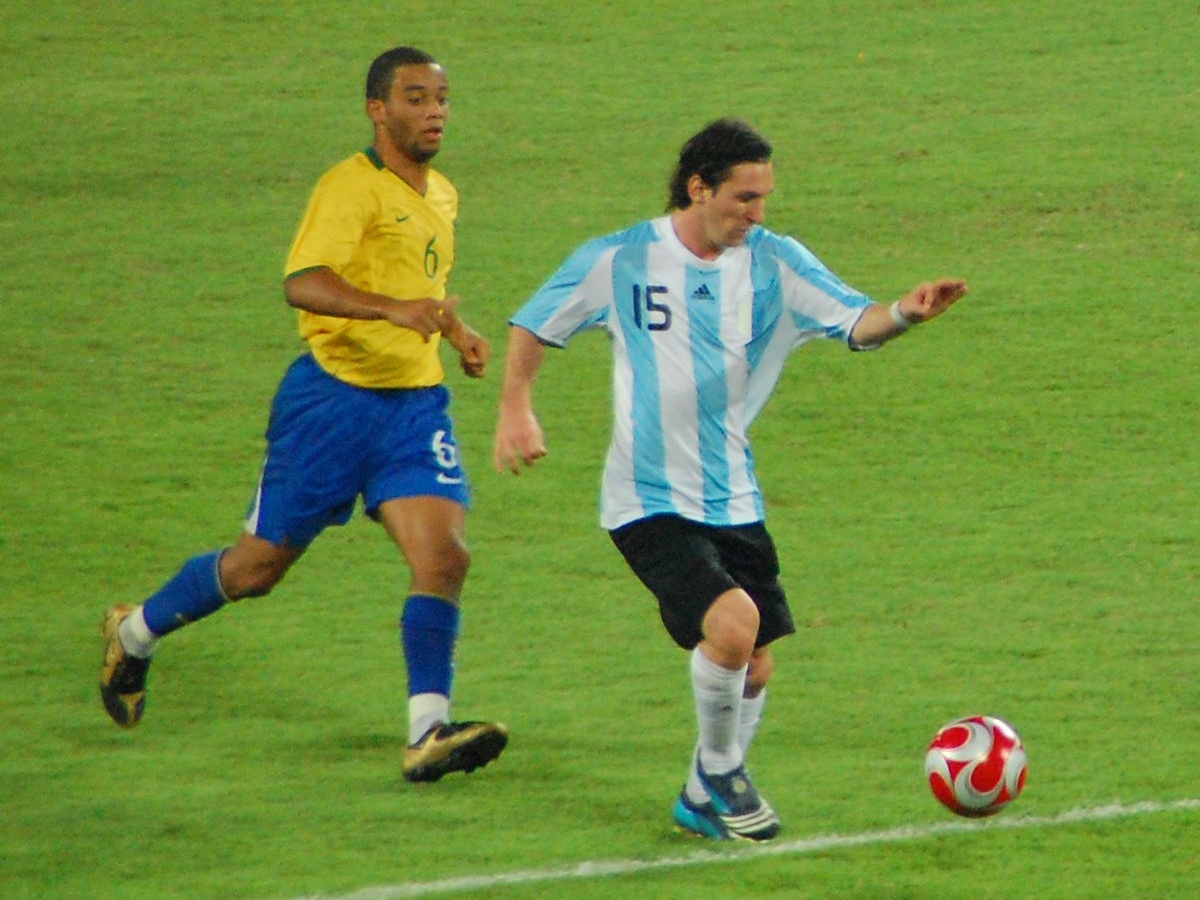
Tijdens de Olympische Zomerspelen 2008

In 2008 won Messi met Argentinië goud op de Olympische Zomerspelen van Beijing. In de finale werd met 1-0 gewonnen van Nigeria. Messi scoorde tegen Ivoorkust in de groepsfase en tegen Nederland in de kwartfinale.

### WK 2010
In 2010 behoorde Messi tot de Argentijnse selectie van bondscoach Diego Maradona voor het WK. Hij speelde alle groepswedstrijden, de achtste finale en de kwartfinale, waarin Argentinië met 4-0 verloor tegen Duitsland.

### WK 2014

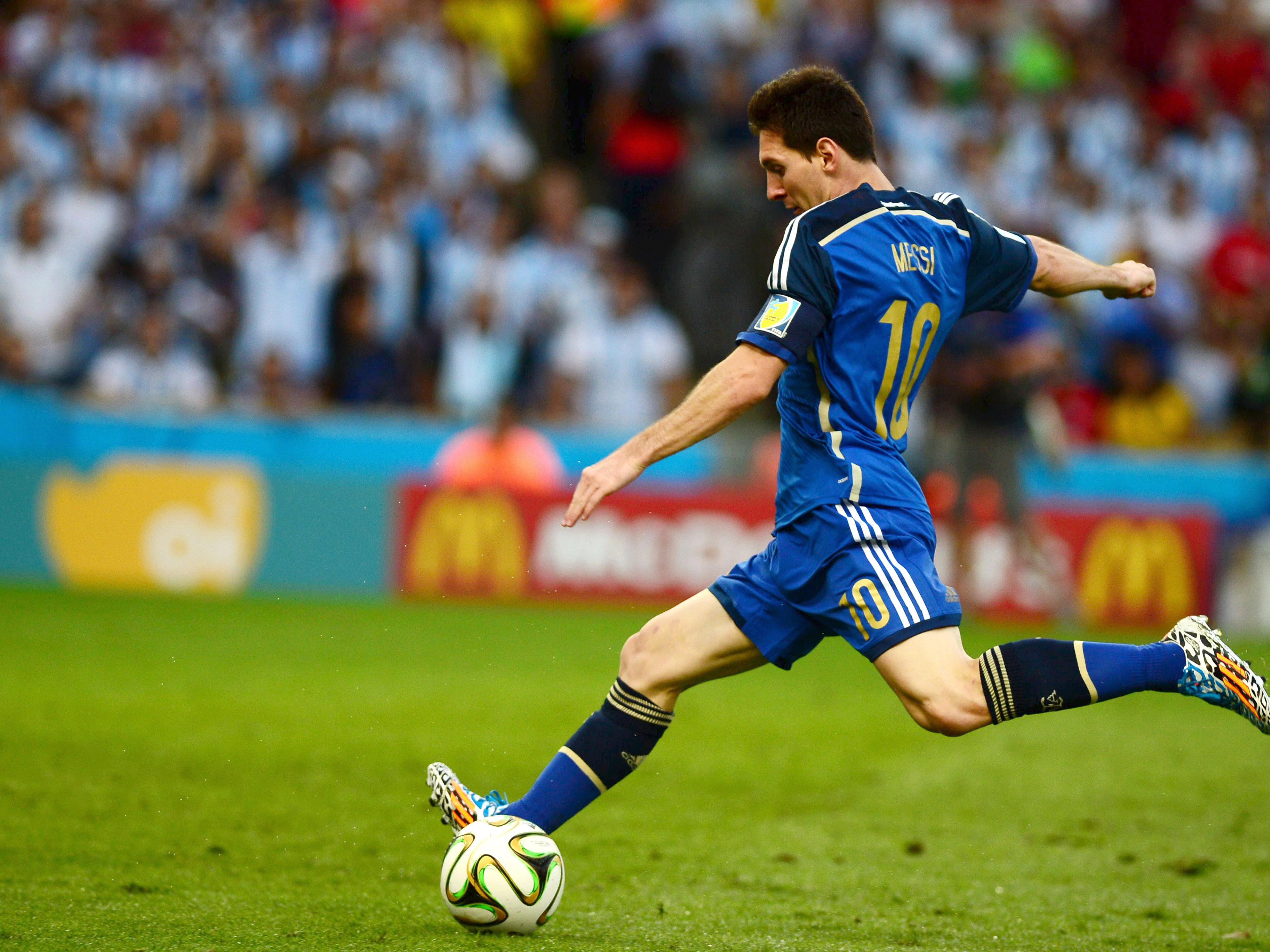
Tijdens het WK 2014

Op het WK 2014 verloor Argentinië de finale met 1-0 van Duitsland. Aan het einde van het toernooi werd Messi uitgeroepen tot beste speler van het WK, voor Thomas Müller en Arjen Robben.

### Copa América Centenario
Ter ere van het honderdjarig bestaan organiseerde de CONMEBOL in 2016 de Copa América Centenario. Messi deed tijdens de eerste groepswedstrijd tegen Chili niet mee vanwege een rugblessure. In de tweede wedstrijd kwam hij na 61 minuten in het veld tegen Panama, dat inmiddels met tien man op het veld stond. Argentinië stond op dat moment met 1-0 voor. 26 minuten later was het 4-0 door een hattrick van Messi en uiteindelijk zou het nog 5-0 worden. Het was de eerste keer in de 110-jarige geschiedenis van het Argentijns voetbalelftal dat een speler die inviel een hattrick scoorde. In de met 4-1 gewonnen kwartfinale tegen Venezuela gaf Messi de assist voor de 1-0 en scoorde hij zelf de 3-0. Tijdens de met 0-4 gewonnen halve finale tegen de Verenigde Staten gaf Messi de assists voor de 0-1 en de 0-4. Zelf scoorde hij de 0-2 vanuit een vrije trap. De finale tegen Chili bleef tot en met de verlengingen 0-0. Tijdens een beslissende strafschoppenreeks miste Messi de eerste penalty voor Argentinië, dat de serie met 4-2 verloor. Messi verloor zo voor het derde jaar op rij een finale met de nationale ploeg en ook voor de derde keer een finale van de Copa América, na die in 2007 en 2015. Direct na de wedstrijd kondigde Messi aan te stoppen als international, maar hier kwam hij zeven weken later op terug.

### Topscorer aller tijden
Op 1 september 2016 maakte Messi het enige doelpunt tijdens de met 1-0 gewonnen WK-kwalificatiewedstrijd tegen Uruguay. Dit was zijn 56e doelpunt voor de nationale ploeg van Argentinië, waardoor hij gedeeld topscorer aller tijden werd met Gabriel Batistuta. Op 16 november maakte hij vanuit een vrije trap de 1-0 in de met 3-0 gewonnen WK-kwalificatiewedstrijd tegen Colombia. Daarmee werd hij alleen topscorer aller tijden van het Argentijnse elftal.

### WK 2018

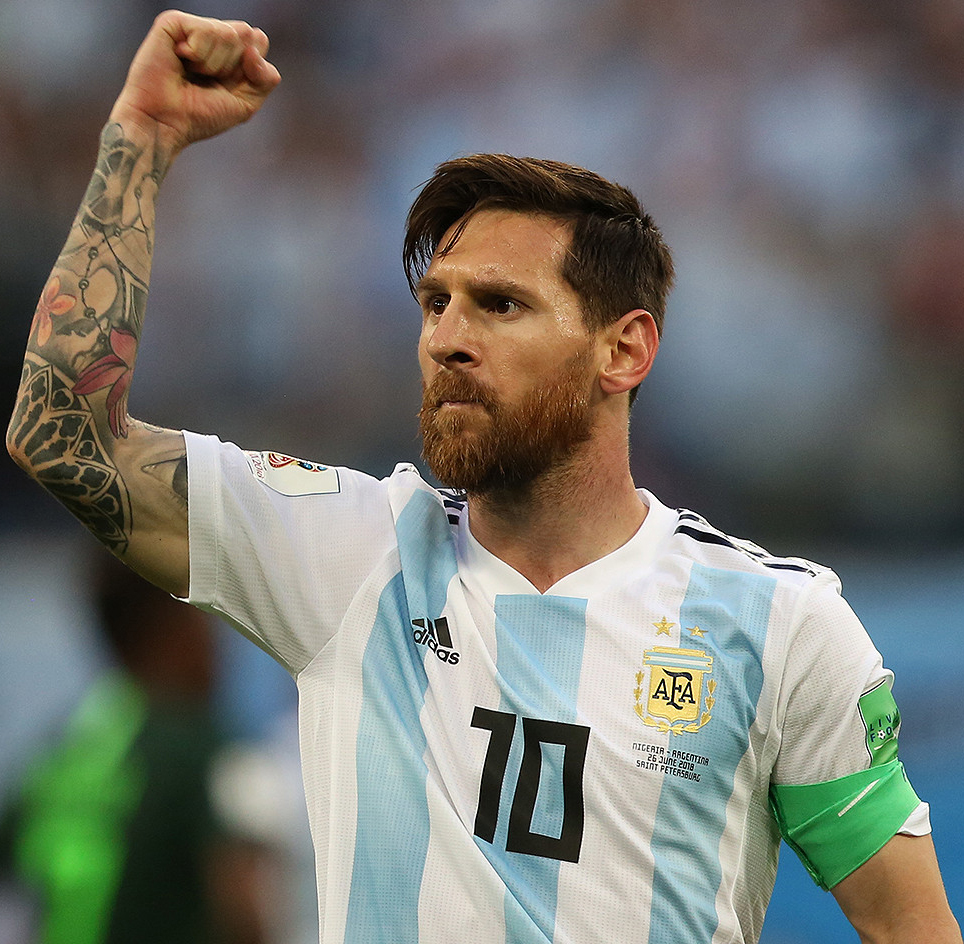
Messi viert zijn doelpunt tegen Nigeria op het WK 2018

Tijdens de eerste wedstrijd op het WK 2018 in Rusland miste Messi een strafschop om de 2-1 te scoren tegen IJsland, waardoor de uitslag 1-1 bleef. In de derde groepswedstrijd scoorde Messi de 1-0 in de met 2-1 gewonnen wedstrijd tegen Nigeria. Mede hierdoor werd Argentinië tweede in de groep en kwalificeerde zich voor de achtste finale. Tevens zorgde hij door te scoren voor een unieke prestatie: hij werd de eerste speler die zowel als tiener, twintiger en dertiger scoorde op een wereldkampioenschap. Argentinië werd in de achtste finale met 4-3 uitgeschakeld door Frankrijk. Messi gaf de assist voor de 4-3.

### Copa América 2021
Messi scoorde tijdens de openingswedstrijd van Argentinië op de Copa América 2021 via een vrije trap de 1-0 tegen Chili; de wedstrijd eindigde op 1-1. Bij zijn tweede wedstrijd gaf hij een assist in de met 1-0 gewonnen wedstrijd tegen Uruguay. In zijn daaropvolgende wedstrijd tegen Paraguay evenaarde hij het record van Mascherano, die 147 interlands speelde voor het nationale team. Op maandag 29 juni werd hij alleen recordhouder in de met 4-1 gewonnen wedstrijd tegen Bolivia, waarin hij twee keer wist te scoren en een assist gaf. Tijdens de kwartfinale tegen Ecuador gaf hij twee assists en scoorde hij een goal in de met 3-0 gewonnen wedstrijd. Tijdens de halve finale tegen Colombia gaf hij een assist, zijn vijftiende in een Copa América-toernooi, wat een absoluut record is. De wedstrijd eindigde op 1-1. Na het nemen van een strafschoppenreeks, waarvan Messi de eerste strafschop scoorde, kwalificeerde Argentinië zich voor de finale tegen Brazilië. Op 11 juli 2021 won Messi met Argentinië de finale van de Copa América met 1-0 tegen Brazilië in het Maracanã-stadion. Dit betekende zijn eerste grote toernooiwinst met Argentinië.

### WK 2022

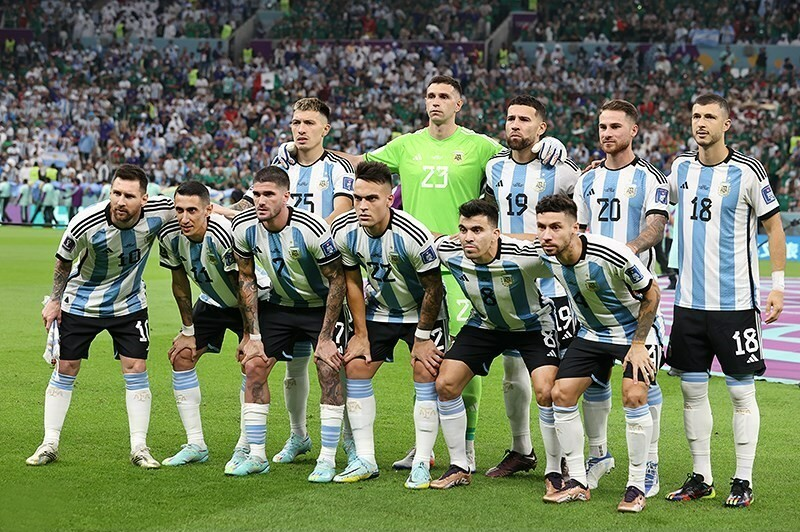
Messi (onderaan links) met het Argentijns voetbalelftal op het WK 2022 in Qatar

Messi zei in aanloop naar het WK 2022 in Qatar dat het zijn laatste deelname aan een wereldkampioenschap zou worden. Op het WK zat Argentinië in groep C met Mexico, Polen en Saoedi-Arabië. De eerste wedstrijd werd opvallend met 2-1 verloren, ondanks de openingstreffer van Messi. Door een doelpunt en assist van Messi werd het tweede groepsduel tegen Mexico wel gewonnen (2-0). Argentinië werd groepswinnaar na een zege op Polen (2-0) en speelde in de achtste finales tegen Australië. De wedstrijd werd mede door een doelpunt van Messi met 2-1 gewonnen.
In de kwartfinales speelde Argentinië tegen Nederland. Messi had een belangrijk aandeel in een 2-0-voorsprong via een assist en doelpunt. Nederland kwam echter nog terug, waardoor het verlengingen en uiteindelijk strafschoppen werd. Messi scoorde in de strafschoppenreeks, die door Argentinië met 4-3 gewonnen werd.
In de halve finale tegen Kroatië was Messi wederom beslissend. Hij scoorde de openingstreffer vanaf elf meter. Bij de 3-0 (tevens eindstand) gaf hij een assist bij een doelpunt van Julián Álvarez. Hiermee plaatste Argentinië zich voor de finale van het toernooi.
In de finale op 18 december tegen Frankrijk opende Messi de score via een rake strafschop, maar gaf Argentinië net als tegen Nederland eerder in het toernooi een 2-0-voorsprong weg. In de verlenging maakte Messi de 3-2, wat zijn 98e doelpunt voor het Argentijnse elftal was, maar de Fransen wisten de stand opnieuw gelijk te trekken. Argentinië won vervolgens de strafschoppen met 4-2 en werd voor de derde keer in haar geschiedenis wereldkampioen. Messi werd verkozen tot beste speler van het toernooi.

### Copa América 2024
Messi reisde ook in juni 2024 af met Argentinië als titelverdediger naar de Verenigde Staten voor de Copa América 2024, zijn zesde deelname.
In de openingswedstrijd tegen Canada gaf hij twee assists. Hij scoorde in de halve finales, evenals tegen Canada, zijn eerste doelpunt in het toernooi. Ze wonnen de wedstrijd met 2–0 en behaalde wederom de finale.
In de finale op 14 juli 2024 in Miami werd Messi na ruim een uur spelen door een blessure naar de kant gehaald. In de verlenging scoorde Lautaro Martínez de winnende treffer, wat Argentinië opnieuw de titel liet winnen.
Messi scoorde op 16 oktober 2024 drie keer in een met 6–0 gewonnen WK kwalificatiewedstrijd tegen Bolivia. Dit waren zijn 110e, 111e en 112e doelpunt voor Argentinië. Hiermee liet hij Ali Daei (109) achter zich op de ranglijst van spelers die het vaakst scoorden voor hun nationale team. Alleen Cristiano Ronaldo maakte er meer voor zijn land (op dat moment 132 doelpunten).

### Interlandstatistieken
| Jaar   | Wed. | Dlp. | Ass. |
| ------ | ---- | ---- | ---- |
| 2005   | 5    | 0    | 1    |
| 2006   | 7    | 2    | 2    |
| 2007   | 14   | 6    | 4    |
| 2008   | 8    | 2    | 2    |
| 2009   | 10   | 3    | 1    |
| 2010   | 10   | 2    | 1    |
| 2011   | 13   | 4    | 9    |
| 2012   | 9    | 12   | 1    |
| 2013   | 7    | 6    | 4    |
| 2014   | 14   | 8    | 3    |
| 2015   | 8    | 4    | 3    |
| 2016   | 11   | 8    | 6    |
| 2017   | 7    | 4    | 0    |
| 2018   | 5    | 4    | 3    |
| 2019   | 10   | 5    | 2    |
| 2020   | 4    | 1    | 0    |
| 2021   | 16   | 9    | 5    |
| 2022   | 14   | 18   | 8    |
| 2023   | 8    | 8    | 1    |
| 2024   | 11   | 6    | 5    |
| 2025   | 2    | 0    | 0    |
| Totaal | 193  | 112  | 61   |

Bijgewerkt t/m 22 juni 2025

## Statistieken per kalenderjaar
| Jaar   | Wed. | Dlp. | Ass. |
| ------ | ---- | ---- | ---- |
| 2004   | 7    | 0    | 0    |
| 2005   | 21   | 3    | 4    |
| 2006   | 33   | 12   | 3    |
| 2007   | 55   | 31   | 12   |
| 2008   | 48   | 22   | 18   |
| 2009   | 64   | 41   | 15   |
| 2010   | 64   | 60   | 17   |
| 2011   | 70   | 59   | 37   |
| 2012   | 69   | 91   | 22   |
| 2013   | 47   | 45   | 16   |
| 2014   | 66   | 58   | 22   |
| 2015   | 61   | 52   | 26   |
| 2016   | 62   | 59   | 31   |
| 2017   | 64   | 54   | 16   |
| 2018   | 54   | 51   | 26   |
| 2019   | 58   | 50   | 18   |
| 2020   | 48   | 27   | 19   |
| 2021   | 61   | 43   | 18   |
| 2022   | 51   | 35   | 30   |
| 2023   | 44   | 28   | 12   |
| 2024   | 39   | 30   | 20   |
| 2025   | 33   | 25   | 10   |
| Totaal | 1118 | 886  | 393  |

Bijgewerkt t/m 17 augustus 2025

## Erelijst

### In teamverband
| Competitie             | Aantal | Jaar                                                                                     |
| ---------------------- | ------ | ---------------------------------------------------------------------------------------- |
| FC Barcelona           |        |                                                                                          |
| UEFA Champions League  | 4      | 2005/06, 2008/09, 2010/11, 2014/15                                                       |
| UEFA Super Cup         | 3      | 2009, 2011, 2015                                                                         |
| FIFA Club World Cup    | 3      | 2009, 2011, 2015                                                                         |
| Primera División       | 10     | 2004/05, 2005/06, 2008/09, 2009/10, 2010/11, 2012/13, 2014/15, 2015/16, 2017/18, 2018/19 |
| Copa del Rey           | 7      | 2008/09, 2011/12, 2014/15, 2015/16, 2016/17, 2017/18, 2020/21                            |
| Supercopa de España    | 8      | 2005, 2006, 2009, 2010, 2011, 2013, 2016, 2018                                           |
| Paris Saint-Germain    |        |                                                                                          |
| Ligue 1                | 2      | 2021/22, 2022/23                                                                         |
| Trophée des Champions  | 1      | 2022                                                                                     |
| Inter Miami            |        |                                                                                          |
| Leagues Cup            | 1      | 2023                                                                                     |
| MLS Supporters' Shield | 1      | 2024                                                                                     |

| Competitie                        | Goud   | Goud       | Zilver | Zilver           | Brons  | Brons |
| Competitie                        | Aantal | Jaar       | Aantal | Jaar             | Aantal | Jaar  |
| --------------------------------- | ------ | ---------- | ------ | ---------------- | ------ | ----- |
| Argentinië                        |        |            |        |                  |        |       |
| FIFA-wereldkampioenschap          | 1      | 2022       | 1      | 2014             |        |       |
| CONMEBOL Copa América             | 2      | 2021, 2024 | 3      | 2007, 2015, 2016 | 1      | 2019  |
| CONMEBOL–UEFA Cup of Champions    | 1      | 2022       |        |                  |        |       |
| Argentinië –23                    |        |            |        |                  |        |       |
| Olympische Zomerspelen            | 1      | 2008       |        |                  |        |       |
| Argentinië –20                    |        |            |        |                  |        |       |
| FIFA-wereldkampioenschap onder 20 | 1      | 2005       |        |                  |        |       |
| CONMEBOL Copa América onder 20    |        |            |        |                  | 1      | 2005  |
| Totaal                            | 6      |            | 4      |                  | 2      |       |

### Individueel
| Prijs                                        | Aantal | Jaar                                                                   |
| -------------------------------------------- | ------ | ---------------------------------------------------------------------- |
| Ballon d'Or                                  | 4      | 2009, 2019, 2021, 2023                                                 |
| FIFA Ballon d'Or                             | 4      | 2010, 2011, 2012, 2015                                                 |
| FIFA World Player of the Year                | 1      | 2009                                                                   |
| The Best FIFA Men's Player                   | 3      | 2019, 2022, 2023                                                       |
| FIFPro Jongere van het jaar                  | 3      | 2006, 2007, 2008                                                       |
| UEFA Club Footballer of the Year             | 1      | 2009                                                                   |
| UEFA Best Player in Europe                   | 2      | 2011, 2015                                                             |
| UEFA Club Forward of the Year                | 2      | 2009, 2019                                                             |
| UEFA Goal of the Season                      | 4      | 2007, 2015, 2016, 2019                                                 |
| IFFHS Best Top Goal Scorer                   | 2      | 2011, 2012                                                             |
| IFFHS Best Top Division Goal Scorer          | 4      | 2012, 2013, 2017, 2018                                                 |
| IFFHS Best Playmaker                         | 4      | 2015, 2016, 2017, 2019                                                 |
| Gouden Bal op het WK                         | 2      | 2014, 2022                                                             |
| Gouden Bal op het WK onder 20                | 1      | 2005                                                                   |
| Gouden Schoen op het WK onder 20             | 1      | 2005                                                                   |
| Gouden Bal op het WK voor clubs              | 2      | 2009, 2011                                                             |
| Gouden Schoen op het WK voor clubs           | 1      | 2011                                                                   |
| Beste speler op de Copa América              | 2      | 2015, 2021                                                             |
| Beste jongere op de Copa América             | 1      | 2007                                                                   |
| Beste speler in de Primera División          | 10     | 2009, 2010, 2011, 2012, 2013, 2015, 2017, 2018, 2019, 2020             |
| Beste aanvaller in de Primera División       | 11     | 2009, 2010, 2011, 2012, 2013, 2015, 2016, 2017, 2018, 2019, 2020       |
| Topscorer op de Copa América                 | 1      | 2021                                                                   |
| Topscorer in de UEFA Champions League        | 6      | 2009, 2010, 2011, 2012, 2015, 2019                                     |
| Topscorer in de Primera División             | 8      | 2010, 2012, 2013, 2017, 2018, 2019, 2020, 2021                         |
| Topscorer in de UEFA Super Cup               | 2      | 2011, 2015                                                             |
| Topscorer in de Copa del Rey                 | 4      | 2011, 2014, 2016, 2017                                                 |
| Topscorer in de Supercopa                    | 4      | 2009, 2010, 2011, 2012                                                 |
| Europese Gouden Schoen                       | 6      | 2010, 2012, 2013, 2017, 2018, 2019                                     |
| World Soccer Wereldvoetballer van het jaar   | 5      | 2009, 2011, 2012, 2015, 2019                                           |
| World Soccer Jongere van het jaar            | 3      | 2006, 2007, 2008                                                       |
| Onze d'Or                                    | 4      | 2009, 2011, 2012, 2018                                                 |
| Trofeo Alfredo Di Stéfano                    | 7      | 2009, 2010, 2011, 2015, 2017, 2018, 2019                               |
| Don Balón Beste buitenlandse speler          | 3      | 2007, 2009, 2010                                                       |
| Trofeo EFE                                   | 5      | 2007, 2009, 2010, 2011, 2012                                           |
| Golden Boy                                   | 1      | 2005                                                                   |
| Trofeo Bravo                                 | 1      | 2007                                                                   |
| Argentijns voetballer van het jaar           | 12     | 2005, 2007, 2008, 2009, 2010, 2011, 2012, 2013, 2015, 2016, 2017, 2019 |
| Argentijns sportpersoon van het jaar         | 1      | 2011                                                                   |
| Laureus World Sportman van het Jaar          | 2      | 2020, 2023                                                             |
| IFFHS Best Playmaker of the Decade 2011-2020 | 1      | 2021                                                                   |
| Time Magazine: Atleet van het Jaar           | 1      | 2023                                                                   |

## Records

### Wereld
- Recordhouder aantal doelpunten voor 1 club: 672[217]
- Recordhouder aantal doelpunten in 1 competitie: 474[218]
- Recordhouder aantal doelpunten in 1 jaar: 91 (2012)[219]
- Recordhouder aantal doelpunten in 1 seizoen: 73 (2011/12)
- Recordhouder aantal opeenvolgende matchen gescoord in een competitie: 21 (2012/13)
- Recordhouder aantal wedstrijden op WK's: 26 (2006–2022)[220]
- Recordhouder aantal doelpunten en assists op WK's: 21
- Recordhouder aantal WK's met minstens 1 assist: 5 (2006, 2010, 2014, 2018, 2022)
- Mederecordhouder aantal assists op WK's: 8
- Eerste speler die in alle fases op hetzelfde WK scoort: groepsfase, achtste finale, kwartfinale, halve finale, finale (2022)
- Eerste speler die als tiener, als twintiger en als dertiger kan scoren op het WK
- Eerste speler die in 1 seizoen opeenvolgend tegen alle ploegen uit een competitie scoort (2012/13)
- Eerste speler die in 1 kalenderjaar in 7 verschillende competities scoort: Primera División, Copa del Rey, UEFA Champions League, Supercopa, UEFA Super Cup, FIFA Club World Cup, Copa América (2015)
- Eerste speler die in 1 seizoen in 6 verschillende clubcompetities scoort en een assist geeft: Primera División, Copa del Rey, UEFA Champions League, Supercopa, UEFA Super Cup, FIFA Club World Cup (2011/12)
- Eerste speler die 30+ clubdoelpunten scoort in 13 opeenvolgende seizoenen (2008/09–2020/21)
- Eerste speler die 40+ clubdoelpunten scoort in 10 opeenvolgende seizoenen (2009/10–2018/19)
- Eerste speler die 60+ doelpunten scoort in 2 opeenvolgende seizoenen (2011/12–2012/13)

Bijgewerkt op 18 december 2022

### Europa
- Recordhouder aantal doelpunten in de 5 grootste Europese competities: 496
- Snelste speler met 300 doelpunten in de 5 grootste Europese competities (334 wedstrijden)
- Snelste speler met 400 doelpunten in de 5 grootste Europese competities (435 wedstrijden)
- Jongste speler met 400 doelpunten voor 1 Europese club: 27 jaar en 300 dagen[221]
- Eerste speler die 30+ doelpunten scoort in 13 opeenvolgende seizoenen in de 5 grootste Europese competities (2008/09–2020/21)
- Recordhouder aantal Europese topschutterstitels: 6
- Mederecordhouder aantal doelpunten in de UEFA Super Cup: 3
- Recordhouder aantal doelpunten voor 1 club in de UEFA Champions League: 120
- Recordhouder aantal opeenvolgende seizoenen gescoord in de UEFA Champions League: 16 (2005/06–2020/21)
- Mederecordhouder aantal hattricks in de UEFA Champions League: 8
- Recordhouder aantal doelpunten in de UEFA Champions League-groepsfase: 71
- Recordhouder aantal doelpunten in de UEFA Champions League-knock-outfase: 29
- Eerste speler met 50 doelpunten in de UEFA Champions League-groepsfase (53 wedstrijden)
- Eerste speler met 5 doelpunten in 1 UEFA Champions League-wedstrijd (2011/12)
- Eerste speler die 4 keer op rij topscorer wordt in de UEFA Champions League (2008/09–2011/12)
- Recordhouder tegen aantal verschillende teams gescoord in de UEFA Champions League: 36[163]
- Recordhouder in aantal verschillende steden gescoord in de UEFA Champions League: 25[222]
- Jongste speler met 50 doelpunten in de UEFA Champions League: 24 jaar en 284 dagen
- Snelste speler met 100 doelpunten in de UEFA Champions League (123 wedstrijden)

Bijgewerkt op 31 mei 2023

### Spanje
- Recordhouder aantal Spaanse topschutterstitels: 8
- Recordhouder aantal doelpunten in de Primera División: 474
- Recordhouder aantal assists in de Primera División: 192
- Recordhouder aantal thuisdoelpunten in de Primera División: 277
- Recordhouder aantal uitdoelpunten in de Primera División: 197
- Recordhouder aantal hattricks in de Primera División: 36
- Recordhouder aantal vrijetrapdoelpunten in de Primera División: 39
- Recordhouder aantal overwinningen in de Primera División: 382
- Recordhouder aantal titels in de Primera División als niet-Spanjaard: 10
- Recordhouder aantal wedstrijden in de Primera División als niet-Spanjaard: 517
- Recordhouder aantal doelpunten in 1 Primera División-seizoen: 50 (2011/12)
- Recordhouder aantal assists in 1 Primera División-seizoen: 21 (2019/20)
- Mederecordhouder aantal hattricks in 1 Primera División-seizoen: 8 (2011/12)
- Recordhouder aantal thuisdoelpunten in 1 Primera División-seizoen: 35 (2011/12)
- Recordhouder aantal opeenvolgende wedstrijden gescoord in de Primera División: 21 (2012/13)
- Recordhouder tegen aantal verschillende clubs gescoord in de Primera División: 38
- Recordhouder in aantal verschillende stadions gescoord in de Primera División: 38
- Mederecordhouder aantal Copa del Rey-titels: 7 (2009, 2012, 2015, 2016, 2017, 2018, 2021)
- Mederecordhouder aantal Copa del Rey-finales: 10 (2009, 2011, 2012, 2014, 2015, 2016, 2017, 2018, 2019, 2021)
- Recordhouder aantal doelpunten gescoord in Copa del Rey-finales: 9
- Recordhouder in aantal verschillende Copa del Rey-finales gescoord: 7
- Recordhouder aantal assists in Copa del Rey-finales: 6
- Recordhouder aantal doelpunten in de Supercopa: 14
- Recordhouder in aantal verschillende Supercopa-finales gescoord: 7
- Mederecordhouder aantal wedstrijden in El Clásico: 45
- Recordhouder aantal doelpunten in El Clásico: 27
- Recordhouder aantal assists in El Clásico: 14
- Mederecordhouder aantal hattricks in El Clásico: 2
- Recordhouder aantal doelpunten in El Clásico in de Primera División: 18
- Recordhouder aantal uitdoelpunten in het Estadio Santiago Bernabéu: 15
- Eerste speler die in El Clásico een hattrick scoort in zowel Camp Nou als het Estadio Santiago Bernabéu[223]
- Eerste speler die in 17 opeenvolgende Primera División-seizoenen scoort (2004/05–2020/21)
- Eerste speler die 10+ doelpunten scoort in 15 opeenvolgende Primera División-seizoenen (2006/07–2020/21)
- Eerste speler die 30+ doelpunten scoort in 9 verschillende Primera División-seizoenen (2009/10, 2010/11, 2011/12, 2012/13, 2014/15, 2016/17, 2017/18, 2018/19, 2020/21)
- Eerste speler die 20+ doelpunten en 20+ assists geeft in hetzelfde Primera División-seizoen (2019/20)
- Jongste speler met 150 doelpunten in de Primera División: 24 jaar en 264 dagen[224]
- Jongste speler met 200 doelpunten in de Primera División: 25 jaar en 216 dagen
- Eerste speler met 300 doelpunten in de Primera División
- Eerste speler met 400 doelpunten in de Primera División

Bijgewerkt op 17 juni 2021

### Frankrijk
- Mederecordhouder aantal assists in 1 Ligue 1 seizoen: 16

Bijgewerkt op 22 mei 2023

### Verenigde Staten
- Recordhouder opeenvolgende wedstrijden in MLS met 2 of meer doelpunten: 5

Bijgewerkt op 10 juli 2025

### FC Barcelona
- Recordhouder aantal officiële wedstrijden voor FC Barcelona: 778
- Recordhouder aantal La Liga-wedstrijden voor FC Barcelona: 520
- Recordhouder aantal internationale doelpunten voor FC Barcelona: 127
- Recordhouder aantal doelpunten voor FC Barcelona in de UEFA Champions League: 120
- Recordhouder aantal hattricks voor FC Barcelona: 48
- Recordhouder aantal vrijetrapdoelpunten voor FC Barcelona: 49
- Recordhouder aantal titels met FC Barcelona: 35
- Recordhouder aantal Primera División-titels met FC Barcelona: 10
- Mederecordhouder aantal UEFA Champions League-titels met FC Barcelona: 4

Bijgewerkt op 16 mei 2021

### Zuid-Amerika
- Mederecordhouder aantal wedstrijden op de Copa América: 39
- Recordhouder aantal assists op de Copa América: 18
- Recordhouder aantal assists in 1 Copa América-toernooi: 5 (2021)
- Recordhouder aantal Man of the Match-awards op de Copa América: 15
- Recordhouder aantal doelpunten in de COMNEBOL WK-kwalificatie: 34
- Recordhouder aantal doelpunten voor een Zuid-Amerikaans land: 112
- Recordhouder aantal gespeelde Copa América-finales: 5

Bijgewerkt op 20 oktober 2024

### Argentinië
- Recordhouder aantal interlands voor Argentinië: 189
- Recordhouder aantal gewonnen wedstrijden voor Argentinië: 116
- Recordhouder aantal doelpunten voor Argentinië: 112
- Recordhouder aantal doelpunten op WK's voor Argentinië: 13
- Recordhouder aantal assists voor Argentinië: 60
- Recordhouder aantal doelpunten in 1 kalenderjaar voor Argentinië: 18 (2022)
- Recordhouder aantal hattricks voor Argentinië: 10
- Recordhouder aantal vrijetrapdoelpunten voor Argentinië: 11
- Eerste Argentijn die scoort op 4 verschillende WK's
- Eerste Argentijn die scoort tegen alle Zuid-Amerikaanse voetbalelftallen[225]

Bijgewerkt op 20 oktober 2024

## Privé
Messi trouwde op 30 juni 2017 met zijn jeugdliefde Antonella Roccuzzo in zijn geboorteplaats Rosario. Het koppel heeft drie zonen; Thiago, Mateo en Ciro. Het gezin heeft een huis in Castelldefels, een residentiële buurgemeente van Barcelona. Tevens had het gezin een huis in Parijs.
Messi is de peetvader van Benjamin Agüero, de zoon van boezemvriend Sergio Agüero.

### Belastingfraude
Messi werd op 6 juli 2016 wegens belastingfraude veroordeeld tot 21 maanden gevangenisstraf en een boete van 2 miljoen euro. Volgens de rechtbank heeft hij tussen 2007 en 2009 voor 4,1 miljoen euro aan ontvangen portretrechten verzwegen voor de belastingdienst. Het geld werd volgens het vonnis weggesluisd via bedrijven in Uruguay en Belize. Hij deed dit volgens de rechtbank in samenwerking met zijn vader, die eveneens veroordeeld werd tot eenzelfde celstraf en een boete van 1,5 miljoen euro. Beide Messi's hoefden echter niet de gevangenis in. Volgens de Spaanse wetgeving hoeft dat niet bij een veroordeling tot minder dan twee jaar cel als daarnaast sprake is van een blanco strafblad. Lionel Messi heeft ontkend van de fraude op de hoogte te zijn geweest. Tegen Messi jr. was de vrijspraak geëist en tegen zijn vader achttien maanden celstraf. Beiden gingen in hoger beroep tegen het vonnis.